# Список судинних рослин України — айстроцвіті
Список місцевих рослин України з порядку айстроцвіті є продовженням Списку судинних рослин України. Айстроцвіті (Asterales) в рідній флорі України представлені родинами: дзвоникові (Campanulaceae), айстрові (Asteraceae) та бобівникові (Menyanthaceae).

### Місцеві айстроцвіті (Asterales)
| №   | Вид | Розповсюдження в Україні | Джерело інформації | Родина                      | Зображення |
| --- | --- | --- | ------------------ | --------------------------- | ---------- |
| 1   | Дзвінка звичайна Adenophora liliifolia (L.) A.DC. | У лісах, на узліссях, у чагарниках — у лісових районах та Лісостепу | [ 1 ]              | Дзвоникові (Campanulaceae)  |            |
| 2   | Дзвінка кримська Adenophora taurica (Sukaczev) Juz. | На гірських луках — у Криму, рідко. У ЧКУ має статус «рідкісний» | [ 2 ]              | …                           |            |
| 3   | Синьоцвіт сивуватий Asyneuma canescens (Waldst. & Kit.) Griseb. & Schenk | У кам'янистих місцях — у південній частині Лісостепу і Степу | [ 1 ]              | …                           |            |
| 4   | Дзвоники альпійські Campanula alpina Jacq. | На скелях, кам'янистих схилах, у субальпійському та альпійському поясах — у Карпатах | [ 3 ]              | …                           |            |
| 5   | Дзвоники сибірські Campanula sibirica L. | На луках, схилах, в чагарниках — на всій території, але в півд. ч. Степу рідко | …                  | …                           |            |
| 6   | Дзвоники болонські Campanula bononiensis L. | На схилах, в чагарниках, на узліссях — майже на всій території | [ 4 ]              | …                           |            |
| 7   | Дзвоники карпатські Campanula carpatica Jacq. | На вапнякових скелях у гірському лісовому та субальпійському поясах — у Карпатах, дуже рідко. У ЧКУ має статус «рідкісний» | …                  | …                           |            |
| 8   | Дзвоники шорстковолосисті Campanula cervicaria L. | У лісах, чагарниках — у лісових районах і Лісостепу, рідше в півд. ч. Степу | …                  | …                           |            |
| 9   | Дзвоники однорічні Campanula erinus L. | На вологих галявинах біля підніжжя скель — на ПБК (між с. Веселим та с. Морським Феодосійської міськради), дуже рідко | …                  | …                           |            |
| 10  | Дзвоники скупчені Campanula glomerata L. | У лісах, на узліссях, у чагарниках, на суходольних луках, схилах — майже по всій території | …                  | …                           |            |
| 11  | Дзвоники широколисті Campanula latifolia L. | У лісах, чагарниках — в лісових районах і Лісостепу | …                  | …                           |            |
| 12  | Дзвоники великоколосі Campanula macrostachya Waldst. & Kit. ex Willd. | На схилах, у чагарниках — у Донецькому Лісостепу | …                  | …                           |            |
| 13  | Дзвоники розлогі Campanula patula L., у т. ч. Campanula abietina Griseb. & Schenk | На луках, у лісах і чагарниках, на лісових галявинах — на всій території, крім південних. ч. Степу | …                  | …                           |            |
| 14  | Дзвоники персиколисті Campanula persicifolia L. | У лісах, чагарниках, на лісових луках — на всій території, крім південних. ч. Степу; у гірському Криму, дуже рідко | …                  | …                           |            |
| 15  | Дзвоники однобічні Campanula rapunculoides L. | У лісах, чагарниках, на схилах — майже на всій території | …                  | …                           |            |
| 16  | Дзвоники ріпчасті Campanula rapunculus L. | На луках, у чагарниках — на всій території | …                  | …                           |            |
| 17  | Дзвоники круглолисті Campanula rotundifolia L. | На узліссях, у соснових лісах, чагарниках — часто по всій Україні, крім південної частини Степу, Криму та Карпат | …                  | …                           |            |
| 18  | Дзвоники пилчасті Campanula serrata (Kit. ex Schult.) Hendrych | На гірських луках, галявинах, схилах — у Карпатах | …                  | …                           |            |
| 19  | Campanula stevenii M.Bieb., у т. ч. Campanula altaica Ledeb. | На степових схилах — зрідка в Лівобережному Степу, ще рідше в Лівобережному Лісостепу | …                  | …                           |            |
| 20  | Campanula tatrae Borbás, у т. ч. Campanula polymorpha (Witasek) Prain | Верхня межа лісу, криволісся, на гірських луках, кам'янистих схилах — у Карпатах | …                  | …                           |            |
| 21  | Дзвоники кропиволисті Campanula trachelium L. | У лісах, на узліссях, у чагарниках — майже по всій території, крім півдня Степу; в гірському Криму досить рідко | …                  | …                           |            |
| 22  | Дзвоники Кладна Campanula kladniana (Schur) Witasek | У високогір'ї Карпат. У ЧКУ має статус «рідкісний» | ЧКУ                | …                           |            |
| 23  | Агалик-трава піскова Jasione montana L. | На піщаних місцях, у соснових лісах – у Поліссі, Лісостепу та лісових районах | [ 1 ]              | …                           |            |
| 24  | Дзеркальниця гібридна Legousia hybrida (L.) Delarbre | На сухих трав'янистих місцях, кам'янистих схилах — у гірському та пд. Криму | [ 1 ]              | …                           |            |
| 25  | Шишкар кулястий Phyteuma orbiculare L. | У широколистяних лісах, чагарниках, лісових галявинах — у Карпатах, а також зх. ч. лісових районів та правобережних лісостепових | [ 1 ]              | …                           |            |
| 26  | Шишкар колосистий Phyteuma spicatum L. | На узліссях широколистяних лісів, у чагарниках, на лісових луках — у Карпатах, як правило; в Розточчі-Опіллі, 3х. Лісостепи та Полісся, зрідка | …                  | …                           |            |
| 27  | Шишкар чотиридільний Phyteuma tetramerum Schur | На гірських луках, кам'янистих оголеннях, галявинах у верхньому лісовому та субальпійському поясах — у Карпатах | …                  | …                           |            |
| 28  | Шишкар Ваґнера Phyteuma vagneri A.Kern. | На гірських луках — у Карпатах | …                  | …                           |            |
| 29  | Деревій карпатський Achillea carpatica Błocki ex Dubovik | На високогірних луках — у Карпатах, рідко (Івано-Франківська та Закарпатська області) | [ 5 ]              | Айстрові (Asteraceae)       |            |
| 30  | Деревій дрібноцвітий Achillea micrantha Willd., syn. Achillea birjuczensis Klokov | У лісостепу та степу, зокрема на узбережжі Азовського моря | …                  | …                           |            |
| 31  | Деревій стиснутий Achillea coarctata Poir. | На сухих степових і кам'янистих схилах — південний захід Одеської обл., дуже рідко | …                  | …                           |            |
| 32  | Деревій звичайний Achillea millefolium L., у т. ч. Achillea collina (Wirtg.) Becker ex Heimerl, Achillea submellifolium Klokov & Krytzka | На луках і пасовищах, узліссях, узбіччях доріг і полях — на Поліссі, Лісостепу та Карпатах, часто | …                  | …                           |            |
| 33  | Деревій розхилений Achillea distans Waldst. & Kit. ex Willd., у т. ч. Achillea stricta Schleich. ex Gremli | На відкритих трав'янистих та кам'янистих схилах — у Карпатах | …                  | …                           |            |
| 34  | Деревій причорноморський Achillea euxina Klokov | На приморських пісках — у Степу рідко (Миколаївська, Херсонська та Запорізька області) | …                  | …                           |            |
| 35  | Деревій голий Achillea glaberrima Klokov | На гранітних відслоненнях — вузький ендемік (Донецька обл., заповідник «Кам'яні Могили»). У ЧКУ має статус «рідкісний» | …                  | …                           |            |
| 36  | Деревій заплавний Achillea inundata Kondr. | На заплавних луках, узліссях, трав'янистих схилах — у Поліссі, Лісостепу, звичайний; у Степу, Криму, рідко | …                  | …                           |            |
| 37  | Деревій тонколистий Achillea leptophylla M.Bieb. | На кам'янистих відслоненнях — на південному сході Лісостепу і Степу, спорадично | …                  | …                           |            |
| 38  | Деревій язиколистий Achillea lingulata Waldst. & Kit. | На високогірних луках, кам'янистих місцях — у Карпатах, рідко (хребти Чорногора, Свидовець). У ЧКУ має статус «рідкісний» | …                  | …                           |            |
| 39  | Деревій подовий Achillea lingulata Waldst. & Kit. | У степових зниженнях (подах) — у Лівобережній Степу, нечасто | …                  | …                           |            |
| 40  | Деревій благородний Achillea nobilis L., у т. ч. Achillea neilreichii A.Kern. | На сухих схилах, луках — у Лісостепу, Степу, Криму, звичайно; на півдні Полісся, рідко | …                  | …                           |            |
| 41  | Деревій блідо-жовтий Achillea ochroleuca Ehrh. | На кам'янистих місцях, пісках — у Правобережному Степу, рідко | …                  | …                           |            |
| 42  | Деревій паннонський Achillea pannonica Scheele | На відкритих місцях, степових та кам'янистих схилах — у Лісостепу, Степу, Криму, часто; на Поліссі, рідко | …                  | …                           |            |
| 43  | Деревій щетинистий Achillea setacea Waldst. & Kit. | На лісових узліссях, трав'янистих у кам'янистих схилах — у Лісостепу, Степу, спорадично | …                  | …                           |            |
| 44  | Деревій степовий Achillea stepposa Klokov & Krytzka | На сухих відкритих схилах, уздовж доріг — на лівобережжі Лісостепу та Степу, у Криму, звичайно | …                  | …                           |            |
| 45  | Деревій гостролистий Achillea oxyloba (DC.) Sch.Bip., у т. ч. Achillea schurii Sch.Bip. | У Карпатах: на Свидівці (гори Близниця, Флантус), Чорногорі (гори Петрос, Піп Іван Чорногорський), Мармароші (г. Піп Іван Мармароський) та Чивчині (г. Мокринів Камінь); населяє субальпійський та альпійський пояси. У ЧКУ має статус «рідкісний»                                       | ЧКУ                | …                           |            |
| 46  | Achillea salicifolia Besser | На вологих луках, берегах — майже на всій території, розсіяно | [ 6 ]              | …                           |            |
| 47  | Деревій-чихавка Achillea ptarmica L., syn. Ptarmica vulgaris DC., nom. illeg. | На вологих луках — на Поліссі та Закарпатті, дуже рідко | [ 7 ]              | …                           |            |
| 48  | Світлячка гірська Adenostyles alliariae (Gouan) Kern. | У гірських лісах і чагарниках, у лісовому й субальпійському поясах — у лісах Карпат, звичайний | [ 8 ]              | …                           |            |
| 49  | Котячі лапки карпатські Antennaria carpatica (Wahlenb.) Bluff & Fingerh. | На вологих гірських кам'янистих схилах — у Карпатах (Закарпатська обл., Рахівський р-н, хр. Чорногора, гора Піп Іван, хр. Свидовець, гора Близниця). У ЧКУ має статус «зникаючий» | [ 9 ]              | …                           |            |
| 50  | Котячі лапки звичайні Antennaria dioica (L.) Gaertn. | У соснових і змішаних лісах, на узліссях, на схилах — майже по всій території, розсіяно; у Степу, зрідка; у гірському Криму, досить звичайно | …                  | …                           |            |
| 51  | Роман польовий Anthemis arvensis L. | У сухих трав'янистих місцях, на полях — переважно у західних лісостепових та степових районах (на захід від Дніпра) | [ 7 ]              | …                           |            |
| 52  | Роман руський Anthemis ruthenica M.Bieb. | На сухих степових схилах, засмічених місцях, на полях — майже на всій території, крім Карпат та поясу кримських букових лісів, але найбільше в Лісостепу і Степу | …                  | …                           |            |
| 53  | Роман неплідний Anthemis sterilis Steven | На кам'янистих схилах морського узбережжя та по берегах річок — досить рідко в передгір'ях та сх. ч. ПБК; ендемік Криму | …                  | …                           |            |
| 54  | Роман Траншеля Anthemis tranzscheliana Fed. | На тінистих скелях і кам'янистих відкритих схилах середнього гірського пояса — у Криму, рідко у сх. ч.; ендемік Криму | …                  | …                           |            |
| 55  | Anthemis cretica L., у т. ч. Anthemis carpatica Waldst. & Kit. ex Willd. | В Україні зростає роман карпатський Anthemis cretica subsp. carpatica (Waldst. & Kit. ex Willd.) Grierson на кам'янистих схилах гір та скелях, у Карпатах, рідко. У ЧКУ має статус «зникаючий»                                                                                           | [ 10 ]             | …                           |            |
| 56  | Роман собачий Anthemis cotula L. | На засмічених місцях, на берегах річок, поблизу житла, вздовж доріг, на полях — на всій території звичайний, крім високогір'я Карпат; у Криму, розсіяно по всіх районах | …                  | …                           |            |
| 57  | Anthemis lithuanica Besser ex DC. | ? | [ 11 ]             | …                           |            |
| 58  | Щербанець звичайний Aposeris foetida (L.) Less. | У лісах, по чагарниках — у Карпатах, Розточчі-Опіллі, західного Лісостепу | [ 12 ]             | …                           |            |
| 59  | Лопух великий Arctium lappa L. | У сміттєвих місцях, біля житла та доріг, у лісах та серед чагарників — на всій території | [ 13 ]             | …                           |            |
| 60  | Лопух малий Arctium minus (Hill) Bernh. | На всій території (в Криму — ПБК, рідко) | …                  | …                           |            |
| 61  | Лопух гайовий Arctium nemorosum Lej. | У лісах, на лісових галявинах і полянах — у Закарпатті, Розточчі-Опіллі, Поліссі, Лісостепу, Степовому і гірському Криму | …                  | …                           |            |
| 62  | Лопух повстистий Arctium tomentosum Mill. | У сміттєвих місцях, біля житла, доріг — на всій території (у Криму, в основному в передгір'ях, рідко) | …                  | …                           |            |
| 63  | Арніка гірська Arnica montana L. | На луках, узліссях, у чагарниках — у Карпатах, порівняно часто; на Правобережному Поліссі, рідко (Житомирська обл., Олевський р-н) | [ 14 ]             | …                           |            |
| 64  | Баранник дрібний Arnoseris minima (L.) Schweigg. & Korte | На піщаних, вологих місцях, на полях, по берегах річок — у Закарпатті, Розточчі-Опіллі | [ 12 ]             | …                           |            |
| 65  | Полин гіркий Artemisia absinthium L. | В Україні звичайний | [ 15 ]             | …                           |            |
| 66  | Artemisia alpina Pall. ex Willd., syn. Artemisia caucasica Willd., Artemisia argentata Klokov | На кам'янистих і вапнякових схилах — на південному сході й у Криму | [ 16 ]             | …                           |            |
| 67  | Полин пісковий Artemisia arenaria DC. | ? | [ 17 ]             | …                           |            |
| 68  | Полин д'Арґі Artemisia argyi H.Lév. & Vaniot | ? | [ 18 ]             | …                           |            |
| 69  | Полин-нехворощ Artemisia campestris L. | ? | [ 19 ]             | …                           |            |
| 70  | Полин затінковий Artemisia umbrosa (Besser) Turcz. ex Verl. | ? | [ 20 ]             | …                           |            |
| 71  | Полин сизий Artemisia glauca Pall. ex Willd. | ? | [ 21 ]             | …                           |            |
| 72  | Artemisia rubripes Nakai | ? | [ 22 ]             | …                           |            |
| 73  | Artemisia trautvetteriana Besser | ? | [ 23 ]             | …                           |            |
| 74  | Полин вірменський Artemisia armeniaca Lam. | На вапнякових оголеннях — у Степу, дуже рідко. У ЧКУ має статус «зникаючий» | [ 24 ]             | …                           |            |
| 75  | Полин австрійський Artemisia austriaca Jacq. | На степових схилах — на всій території (крім Карпат та пн. Полісся), звичайно | …                  | …                           |            |
| 76  | Полин-естрагон Artemisia dracunculus L. | На берегах річок, схилах річкових долин — у Лісостепу та Степу, спорадично; у Криму, рідко (ок. Дворіччя на березі Біюк-Карасу) | …                  | …                           |            |
| 77  | Полин Дзевановського Artemisia dzevanovskyi Leonova | На вапнякових стрімких схилах — у Криму, рідко (мис Тарханкут). У ЧКУ має статус «неоцінений» | …                  | …                           |            |
| 78  | Полин білоповстий Artemisia hololeuca M.Bieb. ex Besser | На крейдяних оголеннях — у Лівобережному Степу (басейни річок Півн. Дінця та Кринки). У ЧКУ має статус «неоцінений» | …                  | …                           |            |
| 79  | Полин Лерхе Artemisia lercheana Weber ex Stechm. | На степових, щебенистих та кам'янистих схилах — у Криму, спорадично | …                  | …                           |            |
| 80  | Полин Маршалла Artemisia marschalliana Spreng., у т. ч. Artemisia tschernieviana Besser | На відкритих схилах, на оголеннях — на більшій частині території (крім Карпат) звичайний, але на Поліссі спорадично | …                  | …                           |            |
| 81  | Полин пониклий Artemisia nutans Willd., syn. Artemisia cretacea Kotov | На крейдяних оголеннях — у Лівобережному Степу, Донецькому Лісостепу, спорадично | …                  | …                           |            |
| 82  | Полин причорноморський Artemisia pontica L. | На відкритих схилах, на узліссях лісів, серед чагарників — у Лісостепу, Степу, Криму (масив Кара-Даг, Керченський півострів), рідко | …                  | …                           |            |
| 83  | Полин кураєвий Artemisia salsoloides Willd. | На крейдяних оголеннях — на півночі Лівобережного Степу, у Донецькому Лісостепу, спорадично | …                  | …                           |            |
| 84  | Полин мітлистий Artemisia scoparia Waldst. & Kit. | У відкритих місцях — у пд. ч. Полісся, Лісостепу, Степу, Криму, звичайно | …                  | …                           |            |
| 85  | Полин кримський Artemisia taurica Willd. | У степах, солонцях — на Сиваші та в Криму, часто у великих кількостях | …                  | …                           |            |
| 86  | Полин звичайний Artemisia vulgaris L. | У вологих відкритих місцях — на всій території, звичайно | …                  | …                           |            |
| 87  | Полин солонцевий Artemisia santonicum L. | На солонцях, солончаках і засолених луках — у Лісостепу, Степу та Криму | [ 25 ]             | …                           |            |
| 88  | Айстра альпійська Aster alpinus L. | На сухих вапнякових схилах — гірські народи Карпат (Закарпатська обл., Рахівський р-н, хр. Свидовець). У ЧКУ має статус «вразливий» | [ 26 ]             | …                           |            |
| 89  | Айстра волове око Aster amellus L., у т. ч. Aster bessarabicus Bernh. ex Rchb., Aster amelloides Hoffm. | По степових схилах, кам'янистих та вапнякових місцях, чагарниках — у лісових районах та Лісостепу, переважно на південний зх. ч. (на захід від Дніпра), на крайньому південному заході Степу                                                                                             | [ 27 ]             | …                           |            |
| 90  | Стокротки багаторічні Bellis perennis L. | На луках, схилах, лісових галявинах — звичайний у лісових районах та Лісостепу (крім сх. ч.), Передгірному та пд. Криму | [ 26 ]             | …                           |            |
| 91  | Стокротки лісові Bellis sylvestris Cirillo | У ялівцевих та грабових лісах — у пд. Криму, рідко | …                  | …                           |            |
| 92  | Череда поникла Bidens cernua L. | На берегах річок, озер, боліт — на всій території б.-м. звичайний, крім високогір'я Карпат | [ 28 ]             | …                           |            |
| 93  | Череда промениста Bidens radiata Thuill. | На краях боліт, вологих луках, берегах річок, озер — на всій території, розсіяно | [ 29 ]             | …                           |            |
| 94  | Череда тридільна Bidens tripartita L., syn. Bidens orientalis Velen. ex Bornm. | На берегах річок, озер, краях боліт, на вологих луках, на бур'янах — на всій території, б.-м. звичайно, крім південних районів Криму | …                  | …                           |            |
| 95  | Bombycilaena discolor (Pers.) M.Laínz | ? | [ 30 ]             | …                           |            |
| 96  | Вовнянка пряма Bombycilaena erecta (L.) Smoljan. | На сухих кам'янистих схилах, іноді на полях — у Криму, розсіяно по всіх районах | [ 9 ]              | …                           |            |
| 97  | Будяк арабський Carduus arabicus Jacq. ex Murray, у т. ч. Carduus cinereus M.Bieb. | Біля житла, доріг, на лісових галявинах — на ПБК, у передгір'ях та на Керченському півострові, часто | [ 31 ]             | …                           |            |
| 98  | Будяк кучерявий Carduus crispus L. | У чагарниках, на узліссях, як бур'ян на городах і в садах переважно в тінистих вологих місцях — на всій території (в Криму — в Присивашші, на Керченському півострові й у передгір'ях, зрідка)                                                                                           | …                  | …                           |            |
| 99  | Будяк відцвілий Carduus defloratus L., у т. ч. Carduus glaucus Baumg., Carduus glaucinus Holub | На кам'янистих схилах — в Карпатах і зх. Поділлі (Івано-Франківська обл.). У ЧКУ має статус «зникаючий» | …                  | …                           |            |
| 100 | Будяк лопуховий Carduus personata (L.) Jacq. | У лісах, на узліссях та полянах — у Карпатах, Прикарпатті та Розточчя-Опіллі | …                  | …                           |            |
| 101 | Будяк дрібноголовий Carduus pycnocephalus L. | У Карпатах рідко | …                  | …                           |            |
| 102 | Будяк пониклий Carduus nutans L., у т. ч. Carduus thoermeri Weinm. | На відкритих місцях і степових схилах — в Карпатах, на Поліссі, переважно в західних районах до р. Дніпра | [ 32 ]             | …                           |            |
| 103 | Будяк пагорбовий Carduus collinus Waldst. & Kit. | На пд. схилі останцевого вулканічного куполу, гора поблизу м. Виноградово. У ЧКУ має статус «зникаючий» | ЧКУ                | …                           |            |
| 104 | Будяк звичайний Carduus acanthoides L. | У відкритих місцях — на всій території (у гірському Криму та на Керченському півострові, рідко) | [ 33 ]             | …                           |            |
| 105 | Будяк дрібногачкуватий Carduus hamulosus Ehrh., у т. ч. Carduus pseudocollinus (Schmalh.) Klokov, Carduus tauricus Klokov, Carduus tortuosus Gorl. & Ye.M.Kondr. | На степових схилах, узліссях, на сухих, часто засмічених місцях — в західному Лісостепу і лівобережному Степу | …                  | …                           |            |
| 106 | Будяк Кернера Carduus kerneri Simonk. | На полонинах, скелях — у Карпатах (півд. ч.) | …                  | …                           |            |
| 107 | Будяк гачкуватий Carduus uncinatus M.Bieb. | У степах і відкритих місцях — у Степу, частіше на Лівобережжі та по всьому Криму, крім верхнього лісового поясу | …                  | …                           |            |
| 108 | Дев'ятисил колючколистий Carlina acanthifolia All., у т. ч. Carlina onopordifolia Besser ex DC. | На степових та кам'янистих схилах — у Розточсько-Опільських лісах та зх. ч. Лісостепу, спорадично; дуже рідкісна рослина. У ЧКУ має статус «вразливий» | [ 13 ]             | …                           |            |
| 109 | Дев'ятисил безстеблий Carlina acaulis L., у т. ч. Carlina cirsioides Klokov | На гірських луках, схилах — у лісовому, субальпійському та альпійському поясах Карпат, часто | …                  | …                           |            |
| 110 | Дев'ятисил Біберштайна Carlina biebersteinii Bernh. ex Hornem., у т. ч. Carlina longifolia Rchb. | На степових і кам'янистих схилах, по чагарниках, на узліссях і галявинах — у Закарпатті, Розточчі-Опіллі, Поліссі й Лісостепу, рідко в Степу (Харківська обл., Куп'янськ) | …                  | …                           |            |
| 111 | Дев'ятисил звичайний Carlina vulgaris L., у т. ч. Carlina taurica Klokov | На галявинах, у чагарниках, на трав'янистих схилах — у Прикарпатті, Розточчі-Опіллі та на яйлах, гірських схилах — у гірському Криму | …                  | …                           |            |
| 112 | Сухоголовець пониклий Carpesium cernuum L. | У лісах, серед чагарників, зрідка на болотах — рідко в Карпатах, Розточчі-Опіллі й західному Лісостепу | [ 34 ]             | …                           |            |
| 113 | Крокіс сизий Carthamus glaucus M.Bieb. | У сухих схилах, кам'янистих місцях — у Криму на південному заході (біля Севастополя, Балаклави, Алупки) | [ 35 ]             | …                           |            |
| 114 | Крокіс вовнистий Carthamus lanatus L., syn. Phonus lanatus (L.) Hill | Зрідка у піщаних місцях — у півд. ч. (в Одеській, Донецькій і Кримській областях) | …                  | …                           |            |
| 115 | Волошка розлога Centaurea diffusa Lam., у т. ч. Centaurea aemulans Klokov, Centaurea compereana Steven | На степових і сухих кам'янистих схилах та сміттєвих місцях, пасовищах — усюди як бур'ян — від пд. ч. Полісся (де росте на залізничних насипах) до ПБК включно, часто | [ 35 ]             | …                           |            |
| 116 | Волошка Лавренка Centaurea lavrenkoana Klokov | На крейдяних, вапнякових і сланцевих відслоненнях — у Лісостепу, Степу (сх. ч.) | …                  | …                           |            |
| 117 | Волошка Стевена Centaurea steveniana Klokov | На приморських черепашникових пісках і щебенистих схилах — у Криму (у передгірських районах, на ПБК, зрідка також на Байдарській яйлі); кримський ендемік. У ЧКУ має статус «неоцінений»                                                                                                 | …                  | …                           |            |
| 118 | Волошка фригійська Centaurea phrygia L., у т. ч. Centaurea abbreviata (K.Koch) Hand.-Mazz., Centaurea alutacea Dobrocz., Centaurea carpatica (Porcius) Porcius, Centaurea nigriceps Dobrocz., Centaurea pseudophrygia C.A.Mey., Centaurea salicifolia M.Bieb. ex Willd., Centaurea stenolepis A.Kern. | На лісових узліссях, серед чагарників, рідше на луках — на всій території крім півдня Лісостепу і Степу; в лісах Криму зрідка (гора Мала Чучель) | [ 36 ]             | …                           |            |
| 119 | Волошка лучна Centaurea jacea L., у т. ч. Centaurea pannonica (Heuff.) Hayek, Centaurea substituta Czerep. | На луках, лісових галявинах, сухих схилах, серед чагарників — у лісових районах рівнинної частини Карпат та Криму, Лісостепу та Степу | …                  | …                           |            |
| 120 | Волошка волосистоголова Centaurea trichocephala M.Bieb. ex Willd. | У степах, на степових схилах, на сухих луках, старих покладах, серед чагарників — у Лісостепу та Степу (переважно у сх. ч.), нерідко | …                  | …                           |            |
| 121 | Волошка коростянкова Centaurea scabiosa L., у т. ч. Centaurea adpressa Ledeb., Centaurea apiculata Ledeb. | У світлих лісах, на лісових узліссях, серед чагарників — на всій території, крім пд. ч. Степу та Криму | [ 37 ]             | …                           |            |
| 122 | Волошка східнокарпатська Centaurea kotschyana Heuff. | На гірських луках та у верхньому поясі лісу — у Закарпатських і Карпатських лісах, зрідка | …                  | …                           |            |
| 123 | Волошка великопридаткова Centaurea appendicata Klokov | На пісках — у Степу, дуже рідко на правому березі Дніпра (Запорізька обл., Верхньохортицький р-н, між селами Біленьке та Розумне). У ЧКУ має статус «зникаючий» | [ 38 ]             | …                           |            |
| 124 | Волошка короткоголова Centaurea breviceps Iljin | На відкритих пісках — біля Степу (вздовж лівого берега нижньої течії Дніпра та Дніпровського лиману), Миколаївська й Херсонська області. У ЧКУ має статус «вразливий» | …                  | …                           |            |
| 125 | Волошка Конки Centaurea konkae Klokov | На пісках — у Степу, дуже рідко на лівому березі Дніпра (Запорізька обл., плавні р. Конки, ур. Великі Кучугури). У ЧКУ має статус «зникаючий» | …                  | …                           |            |
| 126 | Волошка Пачоського Centaurea paczoskyi Kotov ex Klokov | На відкритих річкових пісках – у Степу, рідко на лівому березі річки. Інгулець (Херсонська обл., Великоолександрівський р-н, села Заповіт та Новогриднєве). У ЧКУ має статус «зникаючий»                                                                                                 | …                  | …                           |            |
| 127 | Волошка первинноперлинна Centaurea proto-margaritacea Klokov | На пісках — у Степу (лівий берег Бузького лиману, між Ожарською та Кривою косами, на південь від Миколаєва), дуже рідко. У ЧКУ має статус «зникаючий» | …                  | …                           |            |
| 128 | Волошка піскова Centaurea arenaria M.Bieb. ex Willd. | У Лісостепу, Степу, Криму | [ 39 ]             | …                           |            |
| 129 | Волошка Бессера Centaurea besseriana DC. | На вапнякових та лесових схилах, гранітних відслоненнях — у Лісостепу, Степу (у пд.-зх. ч.) | …                  | …                           |            |
| 130 | Волошка дніпровська Centaurea borysthenica Gruner | На річкових пісках — у Лісостепу та Степу (переважно у зх. ч. — на схід доходить до Полтави) | …                  | …                           |            |
| 131 | Волошка Майорова Centaurea majorovii Dumbadze | На річкових, рідше приморських і суходолових пісках — у Лісостепу (у сх. ч.) і Степу, до Керченського півострова і сх. ч. ПБК включно | …                  | …                           |            |
| 132 | Волошка одеська Centaurea odessana Prodan | На приморських пісках — у Степу, на узбережжі Чорного й Азовського морів, нерідко | …                  | …                           |            |
| 133 | Волошка несправжньоплямиста Centaurea pseudomaculosa Dobrocz. | У різнотравно-ковилових степах, на степових схилах, крейдяних і вапнякових відслоненнях, на узліссях і на галявинах степових лісів, іноді як бур'ян уздовж доріг і на полях — у Поліссі (в півд. ч.), Лісостепу, Степу (переважно в півд. ч.); у Криму зрідка на Керченському півострові | …                  | …                           |            |
| 134 | Волошка савранська Centaurea savranica Klokov | На річкових пісках; рідко на терасі р. Саврані (Одеська обл., с. Пужайкове) — у Лісостепу, Степу, Криму (крім гірських букових лісів і яйл), звичайно | …                  | …                           |            |
| 135 | Centaurea stoebe L., у т. ч. Centaurea biebersteinii DC., Centaurea rhenana Boreau | На степових схилах, крейдяних і вапнякових відслоненнях, на узліссях, серед чагарників — у зх. ч. (дещо не доходить до Дніпра) | [ 40 ]             | …                           |            |
| 136 | Волошка східна Centaurea orientalis L. | У степах, на степових кам'янистих у піщанистих схилах — від пд. Лісостепу, по всьому Степу до гірського Криму включно, досить звичайно; на ПБК лише у ок. Карадага | …                  | …                           |            |
| 137 | Волошка салонікська Centaurea salonitana Vis., syn. Centaurea rubriflora N.B.Illar. | На степових і кам'янистих схилах, піщанистих і вапняних відслоненнях і як бур'ян уздовж доріг — у Лісостепу, Степу, Криму (крім гірських букових лісів і яйл), звичайно | …                  | …                           |            |
| 138 | Волошка твердолиста Centaurea stereophylla Besser | На степових схилах, покладах, зрідка як бур'ян у посівах — в півд. ч. західного Лісостепу (Одеська обл.) і в Правобережного Лісостепу (Кіровоградська обл.) і Правобережної Степу (Одеська та Миколаївська області)                                                                      | …                  | …                           |            |
| 139 | Волошка колючеголова Centaurea calcitrapa L. | Сухими схилами, бур'янами, уздовж доріг як бур'ян — у Криму (частіше в передгір'ях і на ПБК) | [ 41 ]             | …                           |            |
| 140 | Волошка донецька Centaurea donetzica Klokov | На борових пісках — у Лівобережному Степу (Харківська та Донецька області). У ЧКУ має статус «вразливий» | …                  | …                           |            |
| 141 | Волошка причорноморська Centaurea iberica Trevir. ex Spreng. | На засмічених місцях, пасовищах, в садах, уздовж доріг — у Криму, зрідка в передгірній частині (Сімферополь) і на ПБК (Ялта, Алушта) | …                  | …                           |            |
| 142 | Волошка Сарандинакі Centaurea sarandinakiae N.B.Illar. | На кам'янистих схилах, осипах — у пд.-сх. ч. ПБК (від Судака до Планерського), зрідка. У ЧКУ має статус «вразливий» | …                  | …                           |            |
| 143 | Волошка напівзаконна Centaurea semiusta Juz. | На скелястих гірських схилах та осипах — у гірському Криму (Чатирдаг, гора Чорна), рідко | …                  | …                           |            |
| 144 | Волошка довгоденна Centaurea solstitialis L. | У степах, на кам'янистих схилах, але частіше як бур'ян на полях, вздовж доріг — на пд. ч. західного Лісостепу, по всьому Степу, у гірському Криму; на ПБК, звичайно | …                  | …                           |            |
| 145 | Волошка неплідна Centaurea sterilis Steven, у т. ч. Centaurea semijusta Juz. | На кам'янистих схилах — у передгірному і гірському Криму та на ПБК (від Сімферополя — Білогірська — Старого Криму до Судака і Ялти), нерідко | …                  | …                           |            |
| 146 | Волошка Ванькова Centaurea vankovii Klokov | На кам'янистих гірських схилах — у гірському Криму (район м. Ялти, гора Ай-Петрі, схили до ущелини Уч-Кош, гора Кішка), рідко. У ЧКУ має статус «неоцінений» | …                  | …                           |            |
| 147 | Волошка козяча Centaurea caprina Steven | На відкритих сухих кам'янистих схилах — зх. Крим (від Тарханкута до Севастополя), гірський Крим, Передгір'я, ПБК (від Балаклави до Коктебеля). У ЧКУ має статус «неоцінений» | ЧКУ                | …                           |            |
| 148 | Centaurea glastifolia L., у т. ч. Centaurea chartolepis Greuter | На солонцюватих лугах — у південній і південно-східній частині степу | [ 42 ]             | …                           |            |
| 149 | Волошка притиснута Centaurea depressa M.Bieb., syn. Cyanus depressus (M.Bieb.) Soják | На полях, у посівах, на бур'янах — у центральних степових та передгірських районах Криму | [ 43 ]             | …                           |            |
| 150 | Centaurea fuscomarginata (K.Koch) Juz., syn. Cyanus fuscomarginatus (K.Koch) Greuter | На кам'янистих схилах гір, осипах, субальпійських луках — у Криму, переважно на яйлах і прилеглих до них схилах гір | …                  | …                           |            |
| 151 | Волошка мармароська Centaurea maramarosiensis (Jáv.) Czerep., syn. Cyanus maramarosiensis (Jáv.) Dostál | У гірських ялиново-букових та ялинових лісах на висоті 600—1700 метрів н. р. м. — у Карпатах (Закарпатська, Чернівецька, Івано-Франківська області) | …                  | …                           |            |
| 152 | Волошка м'яка Centaurea mollis Waldst. & Kit., syn. Cyanus mollis J.Presl & C.Presl | На луках та кам'янистих схилах у субальпійському поясі гір — у Карпатах (Закарпатська обл.); зрідка культивують у Правобережному Лісостепу | …                  | …                           |            |
| 153 | Волошка донська Centaurea tanaitica Klokov, syn. Cyanus tanaiticus (Klokov) Soják | У степах, на степових схилах — у Донецькому Лісостепу та прилеглих районах Степу | …                  | …                           |            |
| 154 | Волошка перлиста Centaurea splendens L., syn. Centaurea margaritacea Ten. | На пісках — у Степу (тільки правому березі Пд. Буга, вище Миколаєва, дуже рідко. У ЧКУ має статус «зникаючий» | [ 44 ]             | …                           |            |
| 155 | Волошка білоперлинна Centaurea margarita-alba Klokov | На пісках — у Степу (лівим берегом Бузького лиману, в ок. Миколаєва), дуже рідко. У ЧКУ має статус «зникаючий» | …                  | …                           |            |
| 156 | Волошка несправжньоблідолускова Centaurea pseudoleucolepis Kleopow | На гранітних відслоненнях — Володарський р-н Донецької обл., заповідник «Кам'яні Могили». У ЧКУ має статус «рідкісний» | …                  | …                           |            |
| 157 | Волошка первинногерберова Centaurea proto-gerberi Klokov | На відкритих пісках — у Степу, рідко (Луганська область, Сорокинський район, лівий берег Сіверського Дінця). У ЧКУ має статус «зникаючий» | [ 45 ]             | …                           |            |
| 158 | Волошка пряма Centaurea stricta Waldst. & Kit., syn. Centaurea ternopoliensis Dobrocz. | На лісових узліссях, серед чагарників, на сухих луках — у пд.-зх. ч. (від Карпатських та Опільських лісів до західного Лісостепу) | [ 46 ]             | …                           |            |
| 159 | Centaurea dominii (Dostál) Dubovik | ? | [ 47 ]             | …                           |            |
| 160 | Centaurea pseudoscabiosa Boiss. & Buhse | ? | [ 48 ]             | …                           |            |
| 161 | Centaurea varnensis Velen. | ? | [ 49 ]             | …                           |            |
| 162 | Батоги злаколисті Chondrilla graminea M.Bieb. | На пісках, в соснових лісах, іноді на полях як бур'ян — на півдні Полісся, в Лісостепу і Степу | [ 50 ]             | …                           |            |
| 163 | Батоги звичайні Chondrilla juncea L., у т. ч. Chondrilla acantholepis Boiss. | У степах, на сухих і кам'янистих схилах, пісках, іноді як бур'ян — на всій території | …                  | …                           |            |
| 164 | Батоги широколисті Chondrilla latifolia M.Bieb. | На пісках, у степах, на щебнистих схилах, як бур'ян на полях — у Лісостепу (Канів по р. Дніпро), Степу та Криму | …                  | …                           |            |
| 165 | Chrysanthemum zawadskii Herbich | На кам'янистих і вапнякових схилах — у Карпатах, до середнього гірського пояса | [ 15 ]             | …                           |            |
| 166 | Молоч альпійський Cicerbita alpina (L.) Wallr., syn. Sonchus alpinus L. | У вологих лісах, на берегах річок, на болотах — у Карпатах | [ 51 ]             | …                           |            |
| 167 | Петрові батоги Cichorium intybus L. | Уздовж доріг, канавами, на засмічених місцях — по всій території | [ 44 ]             | …                           |            |
| 168 | Осот крилатий Cirsium alatum (S.G.Gmel.) Bobrov | На солончаках і солончакових луках — у Лісостепу і Степу, розсіяно | [ 52 ]             | …                           |            |
| 169 | Lophiolepis ciliata (Murray) Del Guacchio, Bureš, Iamonico & P.Caputo, syn. Cirsium ciliatum (Murray) Moench | На кам'янистих схилах, біля доріг, інтродукована рослина — зрідка в північних районах (вказується для Харкова) | …                  | …                           |            |
| 170 | Lophiolepis decussata (Janka) Del Guacchio, Bureš, Iamonico & P.Caputo, syn. Cirsium decussatum Janka, Cirsium polonicum (Petr.) Iljin | На степових і кам'янистих схилах, у чагарниках; рудеральна рослина — на більшій частині території, крім Карпат і Криму | …                  | …                           |            |
| 171 | Lophiolepis laniflora (M.Bieb.) Del Guacchio, Bureš, Iamonico & P.Caputo, syn. Cirsium laniflorum (M.Bieb.) Fisch., Cirsium sublaniflorum Soják, Cirsium tauricum Soják | У соснових та грушевих лісах, дубняках, на полянах, на кам'янистих схилах, біля доріг — у гірському та південному Криму | …                  | …                           |            |
| 172 | Lophiolepis ukranica (Besser ex DC.) Del Guacchio, Bureš, Iamonico & P.Caputo, syn. Cirsium ukranicum Besser ex DC. | У степах, чагарниках, як бур'ян у відкритих місцях — у Лісостепу, Степу та Криму, нерідко | …                  | …                           |            |
| 173 | Осот звичайний Cirsium vulgare (Savi) Ten. | Рудеральний рослина — на всій території, часто | …                  | …                           |            |
| 174 | Осот польовий Cirsium arvense (L.) Scop., у т. ч. Cirsium incanum (S.G.Gmel.) Fisch. ex M.Bieb., Cirsium setosum (Willd.) Besser | На полях, сміттєвих місцях, городах, дорогами — в Карпатах, Розточчя-Опілля, на Поліссі, у Правобережному Лісостепу, звичайно; у гірському Криму, рідко | [ 53 ]             | …                           |            |
| 175 | Осот сірий Cirsium canum (L.) All. | На засолених луках — на б. ч. території крім Криму | …                  | …                           |            |
| 176 | Осот липкий Cirsium erisithales Scop. | На вологих луках, болотах — у Карпатах, Розточчі-Опіллі, на Поліссі та на півночі Лісостепу | …                  | …                           |            |
| 177 | Осот їстівний Cirsium esculentum (Siev.) C.A.Mey. | На солончакуватих луках — у Лівобережному Лісостепу та Степу, нерідко | …                  | …                           |            |
| 178 | Осот різнолистий Cirsium heterophyllum (L.) Hill | У заболочених лісах, на вологих луках у Лівобережному Поліссі та Лісостепу, зрідка. У ЧКУ має статус «недостатньо відомий» | …                  | …                           |            |
| 179 | Осот овочевий Cirsium oleraceum (L.) Scop. | На вологих луках, заболочених чагарниках, вільшняках і берегах річок — у б. ч. території крім Степу і Криму | …                  | …                           |            |
| 180 | Осот болотяний Cirsium palustre (L.) Scop. | На болотах і заболочених луках — на б. ч. території, крім Степу і Криму | …                  | …                           |            |
| 181 | Осот паннонський Cirsium pannonicum (L.f.) Link | На луках і галявинах — в Лівобережному Лісостепу (в Сумській і Харківській областях) | …                  | …                           |            |
| 182 | Осот прибережний Cirsium rivulare (Jacq.) All. | На вологих луках, і болотах — у Карпатах, Розточчі-Опіллі, на Поліссі й півночі Лісостепу | …                  | …                           |            |
| 183 | Осот Вальдштайна Cirsium waldsteinii Rouy | На узліссях і берегах річок — в альпійському поясі Карпат і на верхньому кордоні лісу | …                  | …                           |            |
| 184 | Cirsium roseolum Gorl. | ? | [ 54 ]             | …                           |            |
| 185 | Lophiolepis serrulata (M.Bieb.) Del Guacchio, Bureš, Iamonico & P.Caputo, syn. Cirsium serrulatum (M.Bieb.) Fisch. | ? | [ 55 ]             | …                           |            |
| 186 | Coleostephus myconis (L.) Rchb.f. | ? | [ 56 ]             | …                           |            |
| 187 | Cota altissima (L.) J.Gay, syn. Anthemis altissima L. | На сухих схилах, по смітниках — на півдні, рідко в ок. Херсона та в Кримській обл. | [ 7 ]              | …                           |            |
| 188 | Cota austriaca (Jacq.) Sch.Bip., syn. Anthemis austriaca Jacq. | На сухих схилах, полях і засмічених місцях — зрідка в зах. ч. (Волинська, Львівська та Івано-Франківська області) та Криму (гірська частина і Керченський півострів) | …                  | …                           |            |
| 189 | Cota dubia (Steven) Holub, syn. Anthemis dubia Steven | На сухих мергелистих схилах, полянах, у розріджених дубових лісах — у степових та передгірських районах (від Сиваша та Євпаторії до Сімферополя); ендемік Криму | [ 10 ]             | …                           |            |
| 190 | Cota triumfetti (L.) J.Gay, у т. ч. Anthemis dumetorum Sosn. | На кам'янистих схилах, лісових галявинах — у Криму, в середньому гірському поясі, досить рідко (ок. Сімферополя та Білогірська) | …                  | …                           |            |
| 191 | Cota monantha (Willd.) Oberpr. & Greuter, syn. Anthemis cretacea Zefir., Anthemis monantha Willd., Anthemis parviceps Dobrocz. & Fed. ex Klokov | На крейдяних чи кам'янистих чи трав'янистих схилах, на сухих степах, біля доріг — у Криму | [ 57 ]             | …                           |            |
| 192 | Cota jailensis (Zefir.) Holub, syn. Anthemis jailensis Zefir. | На кам'янистих гірських луках та лісових галявинах — на яйлах та в поясі букових лісів, досить рідко; ендемік Криму | [ 58 ]             | …                           |            |
| 193 | Cota tinctoria (L.) J.Gay, syn. Anthemis tinctoria L., у т. ч. Anthemis markhotensis Fed., Anthemis zephyrovii Dobrocz. | По кам'янистих степах — у Криму, рідко в сх. ч. (Керч, Ленінський р-н, с. Пташкіне) | [ 59 ]             | …                           |            |
| 194 | Скереда дворічна Crepis biennis L. | ? | [ 60 ]             | …                           |            |
| 195 | Crepis foliosa Babc. | ? | [ 61 ]             | …                           |            |
| 196 | Скереда альпійська Crepis alpina L. | На гірських кам'янистих схилах — у Криму | [ 62 ]             | …                           |            |
| 197 | Скереда обгризена Crepis praemorsa (L.) Tausch | На луках, у чагарниках, на галявинах — у Закарпатті, Прикарпатті, Розточчі-Опіллі, на Поліссі та в Лісостепу (переважно в північній частині) | …                  | …                           |            |
| 198 | Скереда гарна Crepis pulchra L. | На полях, сухих кам'янистих схилах, осипах і по чагарниках — у гірському Криму (крім яйли) і на Керченському півострові, досить звичайно | …                  | …                           |            |
| 199 | Скереда смердюча Crepis foetida L., у т. ч. Crepis rhoeadifolia M.Bieb. | На схилах і як бур'ян на відкритих місцях — у Правобережних Лісостепу та Степу та по всьому Криму, звичайно; також на крайньому півдні Лівобережного Злаково-Лугового Степу | …                  | …                           |            |
| 200 | Скереда покрівельна Crepis tectorum L. | Зростає як бур'ян на полях, поблизу доріг і на пісках — майже на всій території (крім південної частини і Криму) | …                  | …                           |            |
| 201 | Скереда волосинчаста Crepis capillaris (L.) Wallr. | На луках, по чагарниках, як бур'ян на полях — на Прикарпатті та Закарпатті | [ 63 ]             | …                           |            |
| 202 | Скереда великоцвіта Crepis conyzifolia (Gouan) A.Kern. | На полонинах, у Карпатах | …                  | …                           |            |
| 203 | Скереда дрібноцвіта Crepis micrantha Czerep. | На схилах, сміттєвих місцях, серед чагарників, на лісових галявинах, у садах, виноградниках — у Криму, звичайний | …                  | …                           |            |
| 204 | Скереда м'яка Crepis mollis (Jacq.) Asch. | На вологих луках, у лісах — у Карпатах і Прикарпатті | …                  | …                           |            |
| 205 | Скереда болотяна Crepis paludosa (Jacq.) Asch. | На вологих луках, на лісових болотах у Карпатах | …                  | …                           |            |
| 206 | Скереда паннонська Crepis pannonica (Jacq.) K.Koch | На степових і кам'янистих схилах, у чагарниках — у Лісостепу, Степу та Криму (на Керченському півострові, в передгір'ях і на ПБК), дуже рідко | …                  | …                           |            |
| 207 | Скереда галузиста Crepis ramosissima d'Urv. | У степах, на степових схилах, річкових і приморських пісках — на півдні Степу, заходить і в Крим, рідко | …                  | …                           |            |
| 208 | Скереда щетиняста Crepis setosa Haller f. | На сухих трав'янистих схилах, на луках і полях як бур'ян — у Закарпатті, звичайно; на півдні Степу (Миколаїв) і в Криму (крім поясу букових лісів), зрідка | …                  | …                           |            |
| 209 | Скереда сибірська Crepis sibirica L. | У лісах, по чагарниках, узліссях та галявинах, на луках — у Лісостепу, нечасто | …                  | …                           |            |
| 210 | Скереда пурпурова Crepis purpurea (Willd.) M.Bieb., syn. Lagoseris crepoides M.Bieb. | На крейдяних і вапнякових схилах — у передгір'ях Криму, досить рідко. У ЧКУ має статус «вразливий» | [ 64 ]             | …                           |            |
| 211 | Скереда палестинська Crepis sancta (L.) Bornm., syn. Lagoseris sancta (L.) K.Malý | На сухих трав'янистих і кам'янистих схилах, у засмічених місцях — у Донецькому Лісостепу, у Степу (Приазов'ї), по всьому Криму, досить звичайно | …                  | …                           |            |
| 212 | Скереда бородавчаста Crepis zacintha (L.) Loisel., syn. Zacintha verrucosa Gaertn. | На сухих кам'янистих і щебеневих схилах — на ПБК від ок. Севастополі (Херсонеса) до Алушти, рідко | [ 12 ]             | …                           |            |
| 213 | Скереда Жакена Crepis jacquinii Tausch | У Чивчинських горах, у Чернівецькій області. У ЧКУ має статус «зникаючий» | ЧКУ                | …                           |            |
| 214 | Крупина звичайна Crupina vulgaris Pers. ex Cass. | На кам'янистих і вапнякових схилах — на півдні Степу і в Криму | [ 65 ]             | …                           |            |
| 215 | Сугайник австрійський Doronicum austriacum Jacq. | У лісах, по чагарниках, галявинах, берегах струмків — у Карпатах, звичайний | [ 14 ]             | …                           |            |
| 216 | Сугайник карпатський Doronicum carpaticum (Griseb. & Schenk) Nyman | На вологих скелях, у субальпійському та альпійському поясах — у Карпатах (гори Говерла, Петрос, Близниця, Чивчино-Грінявські гори), спорадично | …                  | …                           |            |
| 217 | Сугайник Клюзія Doronicum clusii (All.) Tausch, syn. Doronicum stiriacum (Vill.) Dalla Torre | На гірських кам'янистих схилах — у Карпатах (хр. Чорногора), рідко. У ЧКУ має статус «рідкісний» | …                  | …                           |            |
| 218 | Сугайник угорський Doronicum hungaricum Rchb.f. | У лісах і на галявинах — у Закарпатті, Правобережному Лісостепу і Лівобережному злаковому степу, дуже рідко. У ЧКУ має статус «рідкісний» | …                  | …                           |            |
| 219 | Сугайник східний Doronicum orientale Hoffm. | На квітниках — на б. ч. території, у Криму — рідний | [ 66 ]             | …                           |            |
| 220 | Сугайник отруйний Doronicum pardalianches L. | У гірських лісах, прибережних чагарниках — у Карпатах | …                  | …                           |            |
| 221 | Головатень озброєний Echinops armatus Steven | На лісових узліссях та кам'янистих місцях — у гірському Криму, часто | [ 67 ]             | …                           |            |
| 222 | Головатень високий Echinops exaltatus Schrad. | На лісових узліссях і чагарниках, по берегах річок — у Закарпатті, Прикарпатті. У ЧКУ має статус «неоцінений» | …                  | …                           |            |
| 223 | Головатень звичайний Echinops ritro L., у т. ч. Echinops ruthenicus M.Bieb. | У степах і на кам'янистих схилах — у Лісостепу (півд. ч.), Степу та Криму, досить звичайно | …                  | …                           |            |
| 224 | Головатень круглоголовий Echinops sphaerocephalus L. | На узліссях лісів, у ярах і на схилах — у Лісостепу і Степу, зрідка в Розточчі (Львів), у гірському Криму і на Керченському півострові, зрідка | …                  | …                           |            |
| 225 | Злинка гостра Erigeron acris L., у т. ч. Erigeron orientalis Boiss., Erigeron podolicus Besser, Erigeron politus Fr. | У степах, на схилах, луках — на всій території, б.-м. звичайний | [ 68 ]             | …                           |            |
| 226 | Злинка альпійська Erigeron alpinus L. | На вапнякових схилах у субальпійському поясі та зоні криволісся — у Карпатах (хр. Чорногора; гора Піп Іван Мармароський). У ЧКУ має статус «рідкісний» | …                  | …                           |            |
| 227 | Злинка залозиста Erigeron atticus Vill. | Відомий з єдиного оселища в Українських Карпатах на г. Данцир у Чорногорі. У ЧКУ має статус «зникаючий» | …                  | …                           |            |
| 228 | Злинка однокошикова Erigeron uniflorus L. | На вологих альпійських луках і схилах у високогірних районах Карпат (Татри); можливе виявлення виду і в Українських Карпатах | [ 69 ]             | …                           |            |
| 229 | Сідач конопляний Eupatorium cannabinum L. | На берегах річок, сирих ярах, у вологих лісах та чагарниках — майже на всій території; у гірському Криму (крім яйли), зрідка | [ 8 ]              | …                           |            |
| 230 | Жабник польовий Filago arvensis L. | У соснових борах, піщаних місцях, схилах — на всій території, б.-м. звичайний | [ 9 ]              | …                           |            |
| 231 | Жабник німецький Filago germanica (L.) Huds., syn. Filago vulgaris Lam. | На сухих узгір'ях, вапнякових схилах, у піщаних місцях — у західних лісових районах, зрідка | …                  | …                           |            |
| 232 | Жабник малий Filago minima (Sm.) Pers., syn. Logfia minima (Sm.) Dumort. | У піщаних і глинистих місцях — у лісових районах і Лісостепу (переважно в зх. ч.), зрідка | …                  | …                           |            |
| 233 | Filago pyramidata L. | ? | [ 70 ]             | …                           |            |
| 234 | Galatella biflora (L.) Nees, syn. Galatella novopokrovskii Zefir. | У степах, на степових схилах, у чагарниках — на півдні Лісостепу, у Степу | [ 27 ]             | …                           |            |
| 235 | Galatella linosyris (L.) Rchb.f. | На узліссях, степових схилах, на яйлі — в Лісостепу, пн. ч. Степи, б-м. часто; в лісовій смузі дуже рідко (Закарпатська обл., Львівська обл., Київська обл., околиці Києва); у Криму на Керченському півострові й передгір'ях околиць Сімферополя), на ПБК                               | [ 71 ]             | …                           |            |
| 236 | Galatella sedifolia (L.) Greuter, у т. ч. Galatella dracunculoides Nees, Galatella punctata Nees, Galatella rossica Novopokr. | У степах, на узліссях, схилах, чагарниках, луках — у Лісостепу та Степу; у Криму, рідко. У ЧКУ має статус «вразливий» | [ 27 ]             | …                           |            |
| 237 | Galatella tatarica (Less.) Novopokr. | ? | [ 72 ]             | …                           |            |
| 238 | Galatella villosa (L.) Rchb.f., syn. Linosyris villosa (L.) DC. | У степах та на кам'янистих схилах, у засолених місцях — у Лісостепу та Степу (крім крайнього заходу), Криму, нерідко | [ 68 ]             | …                           |            |
| 239 | Gelasia ensifolia (M.Bieb.) Zaika, Sukhor. & N.Kilian, syn. Scorzonera ensifolia M.Bieb. | На пісках — у Правобережному і Лівобережному Лісостепу, у Степу | [ 73 ]             | …                           |            |
| 240 | Gelasia biebersteinii (Lipsch.) Zaika, Sukhor. & N.Kilian, syn. Scorzonera biebersteinii Lipsch. | ? | [ 74 ]             | …                           |            |
| 241 | Геропогон гібридний Geropogon hybridus (L.) Sch.Bip. | Входить до переліків видів, які перебувають під загрозою зникнення на територіях АРК і м. Севастополя | [ 75 ]             | …                           |            |
| 242 | Glebionis segetum (L.) Fourr., syn. Chrysanthemum segetum L. | Уздовж доріг, на полях — в Розточчі-Опіллі (Львів, с. Голоско), Лісостепу (Вінниця, м. Лубни), рідко | [ 76 ]             | …                           |            |
| 243 | Сухоцвіт російський Gnaphalium rossicum Kirp. | На берегових пісках, піщаних наносах, рідше біля доріг, на полях — Лісостепу (південь) і Степу, б.-м. звичайно | [ 77 ]             | …                           |            |
| 244 | Сухоцвіт багновий Gnaphalium uliginosum L. | У вологих, болотистих місцях, на берегах річок, озер, канав — у лісових районах та Лісостепу (півн. ч.) | …                  | …                           |            |
| 245 | Духмянець критський Hedypnois rhagadioloides (L.) F.W.Schmidt | На сухих схилах, у садах, виноградниках як бур'ян — на ПБК (Ялтинський р/р — від Кацівелі до Артека) | [ 78 ]             | …                           |            |
| 246 | Цмин Буша Helichrysum buschii Juz. | Голотип виду зібрано на дорозі від Бахчисарая у Черкес-Кермен | [ 79 ]             | …                           |            |
| 247 | Цмин пісковий Helichrysum arenarium (L.) Moench, у т. ч. Helichrysum corymbiforme Opperman ex Katina | На пісках, переважно борових, на степових схилах, оголеннях, у сухих лісах — на всій території (крім високогір'я Криму та Карпат), звичайно | [ 80 ]             | …                           |            |
| 248 | Цмин запашний Helichrysum graveolens (M.Bieb.) Sweet | На яйлах та скелястих гірських схилах — у Криму, розсіяно по всіх гірських районах, зрідка у Степу | …                  | …                           |            |
| 249 | Цмин черешкуватий Helichrysum petiolare Hilliard & B. L. Burtt | На газонах — на всій території | …                  | …                           |            |
| 250 | Цмин тендровський Helichrysum tenderiense Umanets | Голотип виду зібрано: Херсонська обл., Голопристанський р-н, о-в Тендра, піщана літораль на березі Чорного моря, 29.06.1997, О. Уманець | [ 79 ]             | …                           |            |
| 251 | Helminthotheca echioides (L.) Holub | На полях, схилах, біля доріг — у Криму (переважно на ПБК), зрідка | [ 81 ]             | …                           |            |
| 252 | Hieracium acidodontum Dahlst. ex Johanss. | ? | [ 82 ]             | …                           |            |
| 253 | Нечуйвітер альпійський Hieracium alpinum L., у т. ч. Hieracium gymnogenum (Zahn) Üksip, Hieracium melanocephalum Tausch | На субальпійських та альпійських луках, серед скель — у Карпатах | [ 83 ]             | …                           |            |
| 254 | Нечуйвітер гострокінцевий Hieracium apiculatum Tausch | На лісових галявинах — у Карпатах | …                  | …                           |            |
| 255 | Нечуйвітер темнуватий Hieracium atrellum (Zahn) Üksip | У субальпійському і альпійському поясах — у Карпатах | …                  | …                           |            |
| 256 | Hieracium nigrescens Willd., у т. ч. Hieracium decipiens Tausch | На субальпійських та альпійських луках – у Карпатах (хр. Чорногора) | …                  | …                           |            |
| 257 | Нечуйвітер Фрица Hieracium fritzei F.W.Schultz | На субальпійських і альпійських луках — у Карпатах | …                  | …                           |            |
| 258 | Нечуйвітер Крашана Hieracium krasanii Woł. | У субальпійському й альпійському поясах — у Карпатах (гори Пікуй, Кукуль, Синяк, Попадя, Менчул, Чивчин) | …                  | …                           |            |
| 259 | Нечуйвітер ломницький Hieracium lomnicense Woł. | На субальпійських та альпійських луках — у Карпатах | …                  | …                           |            |
| 260 | Нечуйвітер покутський Hieracium pocuticum Woł. | У гірських лісах — у Закарпатті, Карпатах, Прикарпатті, б.-м. звичайний | …                  | …                           |            |
| 261 | Hieracium atratum Fr., у т. ч. Hieracium subnigrescens (Norrl.) Dahlst. | У субальпійському та альпійському поясах — у Карпатах | …                  | …                           |            |
| 262 | Нечуйвітер трансильванський Hieracium transylvanicum Heuff. | У гірських лісах — на Закарпатті, Карпатах, Прикарпатті, звичайний | …                  | …                           |            |
| 263 | Нечуйвітер сизий Hieracium caesium (Fr.) Fr. | ? | [ 84 ]             | …                           |            |
| 264 | Hieracium catenatum Sennikov | ? | [ 85 ]             | …                           |            |
| 265 | Hieracium chlorocephalum R.Uechtr. | ? | [ 86 ]             | …                           |            |
| 266 | Hieracium ciuriwkae (Woł. & Zahn) Schljakov | ? | [ 87 ]             | …                           |            |
| 267 | Hieracium czeremoszense Woł. & Zahn | ? | [ 88 ]             | …                           |            |
| 268 | Hieracium decipientiforme (Woł. & Zahn) Schljakov | ? | [ 89 ]             | …                           |            |
| 269 | Hieracium froelichianum H.Buek | ? | [ 90 ]             | …                           |            |
| 270 | Hieracium grofae Woł. | ? | [ 91 ]             | …                           |            |
| 271 | Нечуйвітер Ігошиної Hieracium igoschinae Üksip | У букових та смерекових лісах — у Закарпатті (Свалява) | [ 92 ]             | …                           |            |
| 272 | Hieracium ihrowyszczense (Zahn) Schljakov | ? | [ 93 ]             | …                           |            |
| 273 | Hieracium inuloides Tausch | ? | [ 94 ]             | …                           |            |
| 274 | Hieracium jaworowae (Zahn) Schljakov | ? | [ 95 ]             | …                           |            |
| 275 | Hieracium liptoviense Borbás | ? | [ 96 ]             | …                           |            |
| 276 | Hieracium lugiorum (Zahn) Schljakov | ? | [ 97 ]             | …                           |            |
| 277 | Hieracium maculatum Schrank | ? | [ 98 ]             | …                           |            |
| 278 | Hieracium munkacsense (Zahn) Schljakov | ? | [ 99 ]             | …                           |            |
| 279 | Hieracium orthobrachion (Woł. & Zahn) Schljakov | ? | [ 100 ]            | …                           |            |
| 280 | Hieracium paczoskianum Sennikov | ? | [ 101 ]            | …                           |            |
| 281 | Hieracium pallescens Waldst. & Kit. | ? | [ 102 ]            | …                           |            |
| 282 | Hieracium pietroszense Degen & Zahn | ? | [ 103 ]            | …                           |            |
| 283 | Hieracium prenanthoides Vill. | ? | [ 104 ]            | …                           |            |
| 284 | Hieracium pseudoatratum Woł. | ? | [ 105 ]            | …                           |            |
| 285 | Hieracium pseudobifidum Błocki | ? | [ 106 ]            | …                           |            |
| 286 | Hieracium racemosum Waldst. & Kit. ex Willd. | ? | [ 107 ]            | …                           |            |
| 287 | Hieracium raddeanum Zahn | ? | [ 108 ]            | …                           |            |
| 288 | Hieracium rapunculoidiforme Woł. | ? | [ 109 ]            | …                           |            |
| 289 | Hieracium rohacsense Kit. | ? | [ 110 ]            | …                           |            |
| 290 | Hieracium schmidtii Tausch | ? | [ 111 ]            | …                           |            |
| 291 | Hieracium scitulum Woł. | ? | [ 112 ]            | …                           |            |
| 292 | Hieracium sylvularum Jord. ex Boreau | ? | [ 113 ]            | …                           |            |
| 293 | Hieracium sudeticum Sternb. | ? | [ 114 ]            | …                           |            |
| 294 | Hieracium thyraicum Błocki | ? | [ 115 ]            | …                           |            |
| 295 | Hieracium ukierniae Woł. & Zahn | ? | [ 116 ]            | …                           |            |
| 296 | Hieracium villosum Jacq. | ? | [ 117 ]            | …                           |            |
| 297 | Hieracium virgicaule Nägeli & Peter | ? | [ 118 ]            | …                           |            |
| 298 | Hieracium worochtae Woł. ex Zahn | ? | [ 119 ]            | …                           |            |
| 299 | Hieracium wysokae (Woł. & Zahn) Schljakov | ? | [ 120 ]            | …                           |            |
| 300 | Hieracium rupicoloides Woł. | Лектотип зібрано на вапняках на берегах Білого Черемошу | [ 121 ]            | …                           |            |
| 301 | Hieracium paxianum Nyár. & Zahn | ? | [ 69 ]             | …                           |            |
| 302 | Hieracium laevimarginatum Sennikov | У букових лісах на південних схилах гір Криму | [ 122 ]            | …                           |            |
| 303 | Hieracium neglectipilosum Sennikov | У лісі над Симеїзом | [ 123 ]            | …                           |            |
| 304 | Нечуйвітер ласкавцеподібний Hieracium bupleuroides C.C.Gmel. | На Закарпатті | [ 92 ]             | …                           |            |
| 305 | Hieracium bifidum Kit. ex Hornem., у т. ч. Hieracium cardiobasis (Zahn) Prain | У лісах – у Карпатах | …                  | …                           |            |
| 306 | Нечуйвітер зубчастий Hieracium dentatum Hoppe | На схилах і кам'янистих місцях — у Карпатах | …                  | …                           |            |
| 307 | Нечуйвітер просвітчастий Hieracium diaphanoides Lindeb. | На високогірних луках і лісових галявинах, у верхній лісовий кордону широколистяних лісів — у Закарпатті (полонина Рівна, с. Новоселиця) | …                  | …                           |            |
| 308 | Нечуйвітер мукачівський Hieracium mukaczevense Üksip | У дубових і букових лісах — у Закарпатті (Мукачево, с. Новоселиця, полонина Рівна) | …                  | …                           |            |
| 309 | Нечуйвітер затінковий Hieracium umbrosum Jord. | У лісах — у Карпатах, Розточчі-Опіллі | …                  | …                           |            |
| 310 | Hieracium lachenalii Suter, у т. ч. Hieracium borodinianum Üksip, Hieracium festinum Jord. ex Boreau | У лісах — на Поліссі | [ 124 ]            | …                           |            |
| 311 | Нечуйвітер сизопороджений Hieracium caesiogenum Woł. & Zahn | На вапняках — у Карпатах, рідко | …                  | …                           |            |
| 312 | Hieracium levicaule Jord., syn. Hieracium uczanssuense Üksip | У букових лісах — на ПБК (в ок. Ялти, між водоспадом Учан-Су та горою Ай-Петрі) | …                  | …                           |            |
| 313 | Hieracium murorum L., у т. ч. Hieracium carcarophyllum Johanss., Hieracium gentile Jord. ex Boreau, Hieracium pellucidum Laest., Hieracium serratifolium Jord. ex Boreau | У світлих лісах — на Поліссі | …                  | …                           |            |
| 314 | Hieracium sylvularum Jord. ex Boreau, syn. Hieracium grandidens Dahlst. | У лісах – у 3х. Поліссі, Карпатах у Прикарпатті | …                  | …                           |            |
| 315 | Нечуйвітер яблуницький Hieracium jablonicense Woł. | У гірських лісах — у Карпатах | …                  | …                           |            |
| 316 | Нечуйвітер подібний Hieracium persimile (Dahlst.) Dahlst. | На лісових галявинах — на Поліссі | …                  | …                           |            |
| 317 | Нечуйвітер передовий Hieracium praecurrens Vuk. | У букових та буково-ялинових лісах — у Карпатах | …                  | …                           |            |
| 318 | Hieracium prenanthoides Vill., у т. ч. Hieracium bupleurifolioides (Zahn) Üksip, Hieracium bupleurifolium Tausch | У лісах, горах та на субальпійських луках — у Закарпатті та Карпатах | [ 125 ]            | …                           |            |
| 319 | Нечуйвітер конічний Hieracium conicum Arv.-Touv. | На схилах гір — у Закарпатті, Карпатах та Прикарпатті | …                  | …                           |            |
| 320 | Нечуйвітер гладенький Hieracium laevigatum Willd., у т. ч. Hieracium knafii (Čelak.) Zahn, Hieracium rigidum Hartm., Hieracium tridentatum (Fr.) Fr. | На пісках, узліссях борів і ялинових лісів — у Закарпатті, Карпатах, Прикарпатті, Поліссі та Лісостепу | …                  | …                           |            |
| 321 | Нечуйвітер баскський Hieracium vasconicum Jord. ex Martrin-Donos, syn. Hieracium laurinum Arv.-Touv. | У лісах — на ПБК, досить рідко | …                  | …                           |            |
| 322 | Нечуйвітер могутній Hieracium robustum Fr. | На степах, кам'янистих схилах і відслоненнях різних порід — у Закарпатті, рідко (у верхньогірському поясі: полонина Рівна, Апшинецька улоговина), в Лісостепу і Степу | …                  | …                           |            |
| 323 | Нечуйвітер зонтичний Hieracium umbellatum L. | На пісках, сухих луках, оголеннях та у світлих лісах — на всій території, б.-м. звичайно; у Криму (у передгір'ях та на Карадазі), дуже рідко | …                  | …                           |            |
| 324 | Нечуйвітер отруйний Hieracium virosum Pall. | У степах, на узліссях лісів, кам'янистих схилах гір і відслоненнях — у Закарпатті, рідко (у верхньогірському поясі: Апшинецька улоговина, гора Піп Іван): в Лісостепу, Степу та Криму, більш-менш звичайний                                                                              | …                  | …                           |            |
| 325 | Hieracium sabaudum L., у т. ч. Hieracium auratum Fr., Hieracium lugdunense (Rouy) Roffey, Hieracium scabiosum Sudre, Hieracium vagum Jord., Hieracium virgultorum Jord. | На лісових узліссях, схилах, серед чагарників — Закарпаття, Карпати, Прикарпаття, Розточчя-Опілля, Полісся, Лісостеп, Крим | [ 126 ]            | …                           |            |
| 326 | Підбілик альпійський Homogyne alpina (L.) Cass. | На субальпійських луках, гірських схилах, у гірських лісах на берегах струмків — у Карпатах, часто | [ 25 ]             | …                           |            |
| 327 | Поросинець голий Hypochaeris glabra L. | У піщаних місцях — на Закарпатті | [ 78 ]             | …                           |            |
| 328 | Поросинець коренистий Hypochaeris radicata L. | У соснових лісах, на піщаних місцях — у передгір'ях Карпат, на Поліссі, в північній частині Лісостепу | …                  | …                           |            |
| 329 | Поросинець одноцвітий Hypochaeris uniflora Vill. | На гірських луках — у субальпійському та альпійському поясах Карпат | …                  | …                           |            |
| 330 | Поросинець плямистий Hypochaeris maculata L. | У лісах, на лісових галявинах і узліссях, на сухих луках, лугових степах, схилах, в чагарниках — у Карпатах, Поліссі, Лісостепу і пн. ч. Степу | [ 127 ]            | …                           |            |
| 331 | Pentanema caspicum (F.K.Blum ex Ledeb.) G.V.Boiko, Korniy. & Mosyakin, syn. Inula caspica F.K.Blum ex Ledeb. | ? | [ 128 ]            | …                           |            |
| 332 | Оман шорсткий Pentanema asperum (Poir.) G.V.Boiko & Korniy., syn. Inula aspera Poir. | На степових схилах, кам'янистих відслоненнях, суходільних луках, серед чагарників — у Лісостепу (на Лівобережжі, Донецькому кряжі), Степу, б.-м. зазвичай, в гірському та південному Криму, на Керченському півострові                                                                   | [ 80 ]             | …                           |            |
| 333 | Оман лучний Pentanema britannica (L.) D.Gut.Larr., Santos-Vicente, Anderb., E.Rico & M.M.Mart.Ort., syn. Inula britannica L. | У сирих місцях, на луках, берегах річок, а також як бур'ян по полях — на всій території, але в Криму рідше, відсутня в високогір'ях Карпат і Криму | …                  | …                           |            |
| 334 | Оман блошиний Pentanema squarrosum (L.) D.Gut.Larr., Santos-Vicente, Anderb., E.Rico & M.M.Mart.Ort., syn. Inula conyzae (Griess.) Meikle | На сухих схилах, вапнякових скелях, серед чагарників і на узліссях — у західному Поліссі та західному Лісостепу, зрідка; у гірському й південному Криму, більш-менш звичайно | …                  | …                           |            |
| 335 | Оман мечолистий Pentanema ensifolium (L.) D.Gut.Larr., Santos-Vicente, Anderb., E.Rico & M.M.Mart.Ort., syn. Inula ensifolia L. | У степах, серед чагарників, на кам'янистих схилах — на всій території, розсіяно | …                  | …                           |            |
| 336 | Оман німецький Pentanema germanicum (L.) D.Gut.Larr., Santos-Vicente, Anderb., E.Rico & M.M.Mart.Ort., syn. Inula germanica L. | Серед чагарників у степах, лісах і на сухих луках — у Лісостепу і Степу, б.-м. звичайний, а також у Криму (передгір'я, Керченський півострів і ПБК) | …                  | …                           |            |
| 337 | Оман високий Inula helenium L. | На узліссях лісів, у сирих місцях, на берегах річок, у днищам балок, серед чагарників — майже на всій території, розсіяно | …                  | …                           |            |
| 338 | Оман жорстковолосистий Pentanema hirtum (L.) D.Gut.Larr., Santos-Vicente, Anderb., E.Rico & M.M.Mart.Ort., syn. Inula hirta L. | На степових ділянках, трав'янистих схилах, луках і узліссях лісів — на всій території, розсіяно | …                  | …                           |            |
| 339 | Оман Христове око Pentanema oculus-christi (L.) D.Gut.Larr., Santos-Vicente, Anderb., E.Rico & M.M.Mart.Ort., syn. Inula oculus-christi L. | Серед чагарників і на схилах, у степах і лісах — у Лісостепу і Степу, б.-м. звичайний, а також майже по всьому Криму | …                  | …                           |            |
| 340 | Pentanema sabuletorum (Czern. ex Lavrenko) G.V.Boiko & Korniy., syn. Inula sabuletorum Czern. ex Lavrenko | На річкових пісках, переважно в заростях верб — у Лівобережному Степу, зрідка | …                  | …                           |            |
| 341 | Оман верболистий Pentanema salicinum (L.) D.Gut.Larr., Santos-Vicente, Anderb., E.Rico & M.M.Mart.Ort., syn. Inula salicina L. | У світлих лісах, на схилах, серед чагарникових заростей — більш-менш звичайний, лікарський | …                  | …                           |            |
| 342 | Оман дивиноподібний Inula thapsoides (Spreng.) Spreng. | У гірських тінистих лісах — у південному Криму (Ялта), рідко | …                  | …                           |            |
| 343 | Jacobaea andrzejowskyi (Tzvelev) B.Nord. & Greuter | ? | [ 129 ]            | …                           |            |
| 344 | Jacobaea ferganensis (Schischk.) B.Nord. & Greuter, syn. Senecio ferganensis Schischk. | ? | [ 130 ]            | …                           |            |
| 345 | Jacobaea grandidentata (Ledeb.) Vasjukov, syn. Senecio grandidentatus Ledeb. | На засолених луках, рідше на пісках і вапняках серед чагарників, на лісових узліссях і сухих трав'янистих схилах — у Донецькому Лісостепу, Лівобережному Злаково-Луговому Степу та всьому Криму (крім Тарханкутського півострова та яйли), звичайний                                     | [ 131 ]            | …                           |            |
| 346 | Jacobaea racemosa (M.Bieb.) Pelser, syn. Senecio racemosus (M.Bieb.) DC., у т. ч. Senecio paucifolius S.G.Gmel. | На солончакових і солонцюватих луках — у Лісостепу (у пд.-сх. ч.) та Степу (у пн. ч.), нечасто. | [ 132 ]            | …                           |            |
| 347 | Jacobaea taurica (Konechn.) Mosyakin & Yena, syn. Senecio tauricus Konechn. | Мабуть, географічно та екологічно обмежений лучними та лучно-степовими рослинними угрупованнями безлісних плато (яйл) Кримських гір. У ЧКУ має статус «рідкісний» | [ 133 ]            | …                           |            |
| 348 | Jacobaea abrotanifolia Moench, syn. Senecio abrotanifolius L., у т. ч. Senecio carpathicus Herbich | На субальпійських луках — у Карпатах, спорадично. У ЧКУ має статус «рідкісний» | [ 131 ]            | …                           |            |
| 349 | Jacobaea erratica (Bertol.) Fourr., syn. Senecio erraticus Bertol. | На вологих луках, у чагарниках, на лісових галявинах, у нижньому гірському поясі — у Карпатах (переважно на Закарпатті), розсіяно | …                  | …                           |            |
| 350 | Jacobaea erucifolia (L.) G.Gaertn., B.Mey. & Scherb., syn. Senecio erucifolius L., у т. ч. Senecio tenuifolius Jacq. | На засолених луках, по берегах річок, на степових схилах — у Закарпатті (Великоберезнянський р-н, с. Малий Березний, м. Рахів, гора Плішка, Ужгород), Лісостепу та Лівобережному Злаково-Луговому Степу, нерідко заходить у Полісся та Крим                                              | …                  | …                           |            |
| 351 | Jacobaea borysthenica (DC.) B.Nord. & Greuter, syn. Senecio borysthenicus (DC.) Andrz. ex Czern. | У піщаних місцях — у Лісостепу і Степу (переважно в долині Дніпра і Сіверського Дінця), зазвичай; у Криму (на Арабатській Стрілці та Керченському півострові), рідко | [ 132 ]            | …                           |            |
| 352 | Jacobaea carniolica (Willd.) Schrank, syn. Senecio carniolicus Willd. | На гірських луках у субальпійському поясі — у Карпатах, нерідко | …                  | …                           |            |
| 353 | Jacobaea paludosa (L.) G.Gaertn., B.Mey. & Scherb., syn. Senecio paludosus L., у т. ч. Senecio tataricus Less. | На берегах річок і озер, болотах, вологих луках — у правобережному й західному Поліссі, рідше у правобережному злаковому степу | …                  | …                           |            |
| 354 | Jacobaea subalpina (W.D.J.Koch) Pelser & Veldkamp, syn. Senecio subalpinus W.D.J.Koch | У гірських лісах, на субальпійських луках – у Карпатах, часто | …                  | …                           |            |
| 355 | Jacobaea vulgaris Gaertn., syn. Senecio jacobaea L. | На лугових степах, на сухих заплавних луках, на схилах, у чагарниках, на лісових галявинах, як бур'ян у посівах — на всій території, звичайний | …                  | …                           |            |
| 356 | Jurinea cretacea Bunge | ? | [ 134 ]            | …                           |            |
| 357 | Jurinea mollis (L.) Rchb. | ? | [ 135 ]            | …                           |            |
| 358 | Jurinea roegneri K.Koch | ? | [ 136 ]            | …                           |            |
| 359 | Jurinea tenuiloba Bunge | ? | [ 137 ]            | …                           |            |
| 360 | Наголоватки волошкові Jurinea cyanoides (L.) Rchb., syn. Jurinea centauroides Klokov | На пісках – у Лівобережному Степу (Біловодський р-н Ворошиловградської обл.), рідко | [ 31 ]             | …                           |            |
| 361 | Наголоватки Еверсмана Jurinea ewersmannii Bunge, syn. Jurinea charcoviensis Klokov, Jurinea granitica Klokov | На кам'янистих відслоненнях, приморських пісках, на річкових пісках — у Лівобережному Лісостепу і Степу | …                  | …                           |            |
| 362 | Наголоватки верболисті Jurinea salicifolia Gruner | На степових і кам'янистих схилах, рідше на супісках — у Правобережному Лісостепу (півд. ч.) та Степу, спорадично | …                  | …                           |            |
| 363 | Наголоватки павутинясті Jurinea arachnoidea Bunge, syn. Jurinea talijevii Klokov | На степових і кам'янистих схилах — у Лівобережному Лісостепу і Степу, спорадично. У ЧКУ має статус «недостатньо відомий» | [ 138 ]            | …                           |            |
| 364 | Наголоватки вузьколисті Jurinea stoechadifolia (M.Bieb.) DC., syn. Jurinea brachycephala Klokov | На кам'янистих степах, оголеннях — у Степу та Криму, спорадично | …                  | …                           |            |
| 365 | Наголоватки вапнякові Jurinea calcarea Klokov, syn. Jurinea tyraica Klokov | На кам'янистих і степових схилах — у Правобережному Поліссі та Лісостепу, розсіяно | …                  | …                           |            |
| 366 | Jurinea longifolia DC., syn. Jurinea laxa Fisch. ex Iljin, Jurinea paczoskiana Iljin | На пісках — у Степу і Криму | …                  | …                           |            |
| 367 | Наголоватки Ледебура Jurinea ledebourii Bunge, syn. Jurinea pseudomollis Klokov, Jurinea sordida Steven | На степових та кам'янистих схилах — у сх. Криму (Керченський півострів, Тарханкут; Ленінський р-н, с. Мисове, с. Заповітне, оз. Чокрацьке), рідко | …                  | …                           |            |
| 368 | Jurinea michelsonii Iljin, syn. Jurinea pachysperma Klokov | На кам'янистих степових схилах — у Расточчі-Опіллі (ок. м. Кременець — гори Страхова та Маслятин), дуже рідко | …                  | …                           |            |
| 369 | Jurinea polyclonos DC., syn. Jurinea thyrsiflora Klokov | На пісках та супісках — у Лівобережному Степу, спорадично | …                  | …                           |            |
| 370 | Наголоватки найм'якші Jurinea mollissima Klokov | На вапнякових оголеннях — у Правобережному Степу, розсіяно | …                  | …                           |            |
| 371 | Наголоватки рясноцвіті Jurinea multiflora (L.) B.Fedtsch., syn. Jurinea linearifolia DC. | На степових і кам'янистих схилах — у південному Лісостепу, Степу, Степовому Криму і передгір'ях | …                  | …                           |            |
| 372 | Klasea cardunculus (Pall.) Holub, syn. Serratula cardunculus (Pall.) Schischk. | На солонцях — у Степу (Дніпропетровська обл., Запорізька обл.), дуже рідко | [ 42 ]             | …                           |            |
| 373 | Klasea radiata (Waldst. & Kit.) Á.Löve & D.Löve, syn. Serratula radiata (Waldst. & Kit.) DC., у т. ч. Serratula bracteifolia (Iljin) Stankov, Serratula donetzica Dubovik, Serratula tanaitica P.A.Smirn. | На степових схилах, серед світлих чагарників — у південній частині Лісостепу і в Степу до Криму включно, нечасто. У ЧКУ має статус «рідкісний» | …                  | …                           |            |
| 374 | Klasea erucifolia (L.) Greuter & Wagenitz, syn. Serratula erucifolia (L.) Druce | На степових схилах, кам'янистих відслоненнях — на крайньому півдні Лісостепу, в Степу і Криму | [ 65 ]             | …                           |            |
| 375 | Klasea lycopifolia (Vill.) Á.Löve & D.Löve, syn. Serratula lycopifolia (Vill.) Wettst. | На узліссях лісів, галявинах, суходільних луках, степових схилах, серед чагарників — у Лісостепу і пн. ч. Степу, нерідко. У ЧКУ має статус «вразливий» | …                  | …                           |            |
| 376 | Klasea bulgarica (Acht. & Stoj.) Holub | Знайдений у заплаві р. Кам'янки, правої притоки Базавлука в околицях села Токівське Апостолівського р-ну Дніпропетровської області. У ЧКУ має статус «зникаючий» | [ 139 ]            | …                           |            |
| 377 | Koelpinia linearis Pall. | ? | [ 140 ]            | …                           |            |
| 378 | Lactuca muralis (L.) Gaertn. | ? | [ 141 ]            | …                           |            |
| 379 | Lactuca perennis L. | ? | [ 142 ]            | …                           |            |
| 380 | Lactuca tuberosa Jacq. | ? | [ 143 ]            | …                           |            |
| 381 | Салат прутяний Lactuca viminea (L.) J.Presl & C.Presl | ? | [ 144 ]            | …                           |            |
| 382 | Салат дуболистий Lactuca quercina L., у т. ч. Lactuca chaixii Vill., Lactuca wilhemsiana Fisch. & C.A.Mey. ex DC. | У дубових лісах, чагарниках — у Лісостепу, Степу та гірському Криму | [ 145 ]            | …                           |            |
| 383 | Латук татарський Lactuca tatarica (L.) C.A.Mey. | На глинистих і кам'янистих схилах, солончаках, приморських пісках і як злісне бур'ян — у Степу, як правило; у Донецькому та Лівобережному Лісостепу та Криму, рідше | …                  | …                           |            |
| 384 | Латук солончаковий Lactuca saligna L. | На солончакових луках і солонцях — у Лісостепу, Степу (у сх. і пд. ч.) та Криму, звичайний | [ 146 ]            | …                           |            |
| 385 | Lactuca hispida DC., syn. Cephalorrhynchus tuberosus (Steven) Schchian | На лісових узліссях, у чагарниках, на гірських схилах — на ПБК, досить часто | …                  | …                           |            |
| 386 | Салат компасний Lactuca serriola L. | На городах, уздовж доріг, на бур'янах, рідше на полях — на всій території | …                  | …                           |            |
| 387 | Празелень звичайна Lapsana communis L. | У тінистих місцях в лісах, по чагарниках, в посівах і на полях — по всій території (за винятком Криму) | [ 12 ]             | …                           |            |
| 388 | Leontodon asperrimus (Willd.) Endl. | ? | [ 147 ]            | …                           |            |
| 389 | Leontodon biscutellifolius DC. | ? | [ 148 ]            | …                           |            |
| 390 | Leontodon kulczynskii Popov | ? | [ 149 ]            | …                           |            |
| 391 | Любочки скельні Leontodon saxatilis Lam., syn. Leontodon taraxacoides (Vill.) Willd. ex Mérat | ? | [ 150 ]            | …                           |            |
| 392 | Любочки шорсткі Leontodon hispidus L., у т. ч. Leontodon danubialis Jacq., Leontodon schischkinii V.N.Vassil. | Серед чагарників, на луках, степових і кам'янистих схилах — майже на всій території, крім Степу; після перерви з'являється в горах на півдні України і на Тарханкутському півострові | [ 151 ]            | …                           |            |
| 393 | Leontodon caucasicus (M.Bieb.) Fisch., syn. Leontodon repens Schur | На субальпійських та альпійських луках – у Карпатах (Мармарошські гори, гора Стіг) | …                  | …                           |            |
| 394 | Білотка альпійська Leontopodium nivale (Ten.) A.Huet ex Hand.-Mazz., у т. ч. Leontopodium alpinum Cass. | На вапнякових скелях в альпійському та субальпійському поясах — у Карпатах (Закарпатська обл., Рахівський р-н, гори Петрос, Близниця та Ненеска, хр. Свидовець). У ЧКУ має статус «зникаючий»                                                                                            | [ 77 ]             | …                           |            |
| 395 | Короличка пізня Leucanthemella serotina (L.) Tzvelev | На болотистих луках — рідко на Поліссі (Київська обл., с. Поліське, заплава р. Уж) і в Степу (Одеська обл., Кілійський р-н, м. Вилкове, плавні Дунаю). У ЧКУ має статус «зникаючий» | [ 152 ]            | …                           |            |
| 396 | Марунниця альпійська Leucanthemopsis alpina (L.) Heywood | На гірських луках до поясу криволісся – у Карпатах, рідко | [ 153 ]            | …                           |            |
| 397 | Leucanthemum adustum (W.D.J.Koch) Gremli | ? | [ 154 ]            | …                           |            |
| 398 | Leucanthemum gaudinii Dalla Torre, syn. Leucanthemum raciborskii Popov & Chrshan. | На гірських кам'янистих схилах, галявинах — у Передкарпатті, Карпатах, у верхньому гірському поясі (Закарпатська обл., Рахівський р-н; Чернівецька обл., Вижницький та Вашковецький р-ни)                                                                                                | [ 76 ]             | …                           |            |
| 399 | Королиця круглолиста Leucanthemum rotundifolium (Waldst. & Kit.) DC., syn. Leucanthemum waldsteinii (Sch.Bip.) Pouzar | На гірських луках, лісових галявинах, серед чагарників — у Карпатах, у середньому та верхньому гірських поясах (Закарпатська, Івано-Франківська області, нерідко; Чернівецька обл., Путильський р-н, м. Верхній Яловець, с. Шепіт)                                                       | …                  | …                           |            |
| 400 | Королиця звичайна Leucanthemum vulgare Lam. | На луках, лісових галявинах, серед чагарників, іноді як бур'ян на полях та городах — на всій території до верхнього гірського поясу Криму, Карпат та півдня Степу, б.-м. звичайний | …                  | …                           |            |
| 401 | Leucanthemum ircutianum DC. | ? | [ 155 ]            | …                           |            |
| 402 | Язичник сибірський Ligularia sibirica (L.) Cass., у т. ч. Ligularia bucovinensis Nakai | На болотах та вологих луках — у Розточчі-Опіллі та 3. Поліссі, дуже рідко. У ЧКУ має статус «вразливий» | [ 14 ]             | …                           |            |
| 403 | Язичник карпатський Ligularia carpathica (L. carpatica) (Schott, Nyman & Kotschy) Pojark. | На степових луках, на лісових галявинах — у Прикарпатті, західному та правобережному Лісостепу, дуже рідко. У ЧКУ має статус «зникаючий» | [ 156 ]            | …                           |            |
| 404 | Ромашка лікарська Matricaria chamomilla L., syn. Chamomilla recutita (L.) Rauschert | На полях, городах, як здичавіло на узбіччях доріг, пустирях — майже на всій території, в Криму рідко | [ 152 ]            | …                           |            |
| 405 | Ромашка Цвельова Matricaria tzvelevii Pobed. | На засолених та піщаних ґрунтах, біля доріг — у Криму: у степовій частині та передгір'ях, іноді на ПБК, рідко | …                  | …                           |            |
| 406 | Татарник звичайний Onopordum acanthium L. | Рудеральна рослина — на всій території | [ 65 ]             | …                           |            |
| 407 | Татарник кримський Onopordum tauricum Willd. | На бур'янах, пустирях — у гірському та Степовому (ок. Євпаторії) Криму | [ 65 ]             | …                           |            |
| 408 | Omalotheca hoppeana (W.D.J.Koch) F.W.Schultz & Sch.Bip. | ? | [ 157 ]            | …                           |            |
| 409 | Omalotheca norvegica (Gunnerus) F.W.Schultz & Sch.Bip., syn. Gnaphalium norvegicum Gunnerus | У світлих гірських лісах, на скелях — у Карпатах | [ 77 ]             | …                           |            |
| 410 | Omalotheca supina (L.) DC., syn. Gnaphalium supinum L. | На вологих вапнякових місцях — у Карпатах, від підніжжя гір до субальпійського пояса | …                  | …                           |            |
| 411 | Omalotheca sylvatica (L.) F.W.Schultz & Sch.Bip., syn. Gnaphalium sylvaticum L. | У лісах, чагарниках — у лісових районах і Лісостепу, рідше в Степу | …                  | …                           |            |
| 412 | Блідниця колюча Pallenis spinosa (L.) Cass. | На сухих схилах та кам'янистих місцях — на ПБК, дуже рідко | [ 34 ]             | …                           |            |
| 413 | Кремена біла Petasites albus (L.) Gaertn. | На берегах річок та потоків, у вологих лісах — у Карпатах утворює зарості | [ 25 ]             | …                           |            |
| 414 | Кремена гібридна Petasites hybridus (L.) G.Gaertn., B.Mey. & Scherb. | На вологих місцях, на берегах річок — на Поліссі та Лісостепу, нерідко; у Карпатах, часто; у гірському Криму (крім яйли), спорадично | …                  | …                           |            |
| 415 | Кремена судетська Petasites kablikianus Bercht. | На берегах гірських річок, потоків — у Карпатах, нерідко | …                  | …                           |            |
| 416 | Кремена повстиста Petasites spurius (Retz.) Rchb. | На піщаних берегах річок — в Поліссі рідко; в Лісостепу і Степу звичайно; для Криму вказується без позначення місця | …                  | …                           |            |
| 417 | Лисонасінник омановий Phalacrachena inuloides (Boiss.) Iljin | На солонцюватих і солончакових луках, степових полях і як бур'ян на полях, у причорноморських степах | [ 158 ]            | …                           |            |
| 418 | Колючниця волохата Picnomon acarna (L.) Cass. | На сухих сміттєвих місцях, біля доріг, поблизу житла, на пасовищах — широко розповсюджений у Криму, особливо по ПБК | [ 52 ]             | …                           |            |
| 419 | Гірчанка нечуйвітрова Picris hieracioides L., у т. ч. Picris rigida Ledeb. ex Spreng. | На полях, у сухих засмічених місцях, чагарниках, на схилах — на всій території (за винятком Криму) звичайний | [ 81 ]             | …                           |            |
| 420 | Гірчанка бідноцвіта Picris pauciflora Willd. | На кам'янистих і сухих схилах — у Криму | [ 159 ]            | …                           |            |
| 421 | Pilosella acutifolia (Vill.) Arv.-Touv., syn. Pilosella kalksburgensis (Wiesb.) Soják | ? | [ 160 ]            | …                           |            |
| 422 | Pilosella arida (Freyn) Soják | ? | [ 161 ]            | …                           |            |
| 423 | Pilosella aurantiaca (L.) F.W.Schultz & Sch.Bip., syn. Hieracium aurantiacum L. | На гірських луках у Карпатах; іноді розводять в садах у різних районах | [ 162 ]            | …                           |            |
| 424 | Pilosella auriculoides (Láng) Arv.-Touv., syn. Hieracium echiocephalum (Nägeli & Peter) Üksip | На схилах — у гірському Криму, рідко | [ 163 ]            | …                           |            |
| 425 | Pilosella bauhini (Schult.) Arv.-Touv., syn. Hieracium bauhini Schult., у т. ч. Hieracium cymanthum (Nägeli & Peter) Üksip, Hieracium fastigiatum (Tausch ex Nägeli & Peter) Üksip, Hieracium hispidissimum (Rehmann ex Nägeli & Peter) Üksip, Hieracium obscuribracteum (Nägeli & Peter) Üksip, Hieracium plicatulum (Zahn) Üksip, Hieracium rojowskii (Rehmann) Üksip, Hieracium thaumasium (Peter) J.Weiss, Hieracium viscidulum | На узліссях світлих лісів, краях боліт, луках, кам'янистих схилах, пісках, у відкритих місцях — у Закарпатті, Карпатах, Прикарпатті, Розточчі-Опіллі, Поліссі, Лісостепу, Криму | [ 164 ]            | …                           |            |
| 426 | Pilosella blyttiana (Fr.) F.W.Schultz & Sch.Bip. | ? | [ 165 ]            | …                           |            |
| 427 | Pilosella caespitosa (Dumort.) P.D.Sell & C.West, syn. Hieracium caespitosum Dumort., у т. ч. Hieracium colliniforme (Peter) Roffey, Hieracium sudetorum (Naegeli & Peter) Juxip | На луках і узліссях лісів — у Карпатах, Поліссі та Правобережному Лісостепу | …                  | …                           |            |
| 428 | Pilosella cochlearis Norrl. | ? | [ 166 ]            | …                           |            |
| 429 | Pilosella calomastix (Peter) Soják | На трав'янистих місцях — у Карпатах | [ 163 ]            | …                           |            |
| 430 | Pilosella calodon (Tausch ex Peter) Soják, syn. Hieracium psammophilum (Nägeli & Peter) Üksip | На кам'янистих і піщаних місцях — у Криму, зрідка | [ 163 ]            | …                           |            |
| 431 | Pilosella cernua (Fr.) F.W.Schultz & Sch.Bip., syn. Pilosella peteriana (Käser) Holub | ? | [ 167 ]            | …                           |            |
| 432 | Pilosella corymbulifera (Arv.-Touv.) Arv.-Touv. | ? | [ 168 ]            | …                           |            |
| 433 | Pilosella cymosa L., syn. Hieracium cymosum L., у т. ч. Hieracium cymigerum Rchb. | У сухих світлих лісах, на узліссях, галявинах, схилах, вапняках, крейдах — на б. ч. території, крім півдня Степу та Криму | [ 169 ]            | …                           |            |
| 434 | Pilosella densiflora (Tausch) Soják | ? | [ 170 ]            | …                           |            |
| 435 | Pilosella dubia (L.) F.W.Schultz & Sch.Bip. | ? | [ 171 ]            | …                           |            |
| 436 | Pilosella echioides (Lumn.) F.W.Schultz & Sch.Bip., syn. Hieracium echioides Lumn., у т. ч. Hieracium asiaticum (Nägeli & Peter) Üksip, Hieracium malacotrichum Arv.-Touv. & Gaut., Hieracium proceriforme Zahn | На сухих схилах, степах, оголеннях кам'янистих порід, на пісках, у борах — у Поліссі, Лісостепу і Степу | [ 92 ]             | …                           |            |
| 437 | Pilosella erythrochrista (Nägeli & Peter) S.Bräut. & Greuter | ? | [ 172 ]            | …                           |            |
| 438 | Pilosella euchaetia (Nägeli & Peter) Soják | ? | [ 173 ]            | …                           |            |
| 439 | Pilosella fallax (Willd.) Arv.-Touv., syn. Pilosella cymosiformis (Froel.) Gottschl., у т. ч. Hieracium durisetum (Nägeli & Peter) Üksip | На пісках, кам'янистих схилах (гранітах, товтрах) — на Поліссі та Лісостепу | [ 174 ]            | …                           |            |
| 440 | Pilosella flagellaris (Willd.) Arv.-Touv., syn. Hieracium flagellare Willd. | На луках і узліссях — у Карпатах, Прикарпатті, Розточчі-Опіллі, Поліссі й Лісостепу | …                  | …                           |            |
| 441 | Pilosella floribunda (Wimm. & Grab.) Fr. | ? | [ 175 ]            | …                           |            |
| 442 | Pilosella glomerata (Froel.) Fr. | ? | [ 176 ]            | …                           |            |
| 443 | Pilosella guthnikiana (Hegetschw.) Soják | ? | [ 177 ]            | …                           |            |
| 444 | Pilosella hoppeana (Schult.) F.W.Schultz & Sch.Bip., syn. Hieracium hoppeanum Schult., у т. ч. Hieracium macrolepium (Nägeli & Peter) Üksip | На яйлах — у Криму | [ 174 ]            | …                           |            |
| 445 | Pilosella hypeurya (Peter) Soják | ? | [ 178 ]            | …                           |            |
| 446 | Pilosella iserana (R.Uechtr.) Soják | ? | [ 179 ]            | …                           |            |
| 447 | Pilosella koernickeana (Nägeli & Peter) Soják | ? | [ 180 ]            | …                           |            |
| 448 | Pilosella lactucella (Wallr.) P.D.Sell & C.West, syn. Hieracium lactucella Wallr., у т. ч. Hieracium acutisquamum (Nägeli & Peter) Üksip Hieracium amaureilema (Nägeli & Peter) Üksip, Hieracium magnauricula (Nägeli & Peter) Prain, Hieracium melaneilema (Peter) J.Weiss, Hieracium tricheilema (Nägeli & Peter) Üksip | На луках — на заході | [ 181 ]            | …                           |            |
| 449 | Pilosella leptophyton (Nägeli & Peter) S.Bräut. & Greuter, syn. Hieracium leptophyton Nägeli & Peter, у т. ч. Hieracium anocladum (Nägeli & Peter) Üksip, Hieracium bauhiniflorum (Nägeli & Peter) Üksip, Hieracium discolor (Nägeli & Peter) Üksip | На трав'янистих та кам'янистих місцях — у Карпатах та Криму | [ 182 ]            | …                           |            |
| 450 | Pilosella macrostolona (Gus.Schneid.) Soják | ? | [ 183 ]            | …                           |            |
| 451 | Pilosella melinomelas (Peter) Holub | ? | [ 184 ]            | …                           |            |
| 452 | Pilosella officinarum Vaill., syn. Hieracium pilosella L. | У сухих місцях, особливо на пісках — на всій території | [ 169 ]            | …                           |            |
| 453 | Pilosella onegensis Norrl., syn. Hieracium onegense Norrl. ex Nyman | На лісових галявинах і узліссях, на луках, болотах — у Закарпатті, Карпатах, Прикарпатті, Поліссі та Лісостепу | [ 162 ]            | …                           |            |
| 454 | Pilosella paragoga (Nägeli & Peter) Soják | ? | [ 185 ]            | …                           |            |
| 455 | Pilosella piloselliflora (Nägeli & Peter) Soják | ? | [ 186 ]            | …                           |            |
| 456 | Pilosella piloselloides (Vill.) Soják, syn. Hieracium piloselloides Vill., у т. ч. Hieracium aquilonare (Nägeli & Peter) Üksip, Hieracium armeniacum (Nägeli & Peter) Üksip, Hieracium besserianum Spreng., Hieracium filiferum Tausch, Hieracium floccipedunculum (Nägeli & Peter) Üksip, Hieracium glaucescens Besser, Hieracium heothinum (Nägeli & Peter) Üksip, Hieracium marginale (Nägeli & Peter) Üksip, Hieracium megalomastix (Nägeli & Peter) Üksip, Hieracium nigrisetum (Nägeli & Peter) Üksip, Hieracium obscurum Rchb., Hieracium praealtum Gochnat, Hieracium pseudauriculoides (Nägeli & Peter) Üksip | У лісах, на галявинах, сухих луках і схилах — у Закарпатті, Карпатах, Розточчі-Опіллі, Лісостепу | [ 174 ]            | …                           |            |
| 457 | Pilosella plaicensis (Woł.) Soják | ? | [ 187 ]            | …                           |            |
| 458 | Pilosella procera (Fr.) F.W.Schultz & Sch.Bip., syn. Hieracium procerum Fr. | На схилах гір, у чагарниках — у гірському Криму (Кримське мисливсько-заповідне господарство) | [ 174 ]            | …                           |            |
| 459 | Pilosella prussica (Nägeli & Peter) Soják, syn. Hieracium prussicum Nägeli & Peter | На луках, узліссях та полях — у Карпатах, Прикарпатті та Розточчі-Опіллі | [ 169 ]            | …                           |            |
| 460 | Pilosella rothiana (Wallr.) F.W.Schultz & Sch.Bip. | ? | [ 188 ]            | …                           |            |
| 461 | Pilosella schultesii (F.W.Schultz) F.W.Schultz & Sch.Bip. ex H.P.Fuchs | ? | [ 189 ]            | …                           |            |
| 462 | Pilosella stoloniflora (Waldst. & Kit.) F.W.Schultz & Sch.Bip. | ? | [ 190 ]            | …                           |            |
| 463 | Pilosella tephrocephala (Vuk.) Soják | ? | [ 191 ]            | …                           |            |
| 464 | Pilosella verruculata (Link) Soják | ? | [ 192 ]            | …                           |            |
| 465 | Pilosella ziziana (Tausch) F.W.Schultz & Sch.Bip. | ? | [ 193 ]            | …                           |            |
| 466 | Зворівник пурпуровий Prenanthes purpurea L. | У гірських лісах до 700 м н. р. м. — у Карпатах | [ 146 ]            | …                           |            |
| 467 | Psephellus carbonatus (Klokov) Greuter, syn. Centaurea carbonata Klokov | На крейдяних і вапнякових відслоненнях — на сході Лісостепу і Степу (Харківська, Луганська й Донецька області) | [ 41 ]             | …                           |            |
| 468 | Psephellus declinatus (M.Bieb.) K.Koch, syn. Centaurea declinata M.Bieb. | На скелястих та кам'янистих схилах, у сухих соснових лісах та на яйлах — у гірському Криму, нерідко | [ 158 ]            | …                           |            |
| 469 | Psephellus leucophyllus (M.Bieb.) C.A.Mey., syn. Centaurea leucophylla M.Bieb. | На кам'янистих схилах — у Криму (у гірських лісових районах та на яйлах), рідко | …                  | …                           |            |
| 470 | Psephellus trinervius (Stephan ex Willd.) Wagenitz, syn. Centaurea trinervia Stephan ex Willd. | У степах, на схилах, вапнякових відслоненнях — на півдні Лісостепу, у Степу та Кримському Лісостепу | [ 181 ]            | …                           |            |
| 471 | Волошник сумський Psephellus sumensis (Kalen.) Greuter, syn. Centaurea sumensis Kalen. | На борових пісках, степових і кам'янистих схилах — на Поліссі, в Лісостепу, рідше в Степу (переважно в північно-східній частині, по річках Самарі й Осколу) | …                  | …                           |            |
| 472 | Psephellus marschallianus (Spreng.) K.Koch, syn. Centaurea marschalliana Spreng. | По вапнякових оголеннях та степових схилах — на півдні Степу, спорадично | [ 43 ]             | …                           |            |
| 473 | Pseudognaphalium luteoalbum (L.) Hilliard & B.L.Burtt, syn. Laphangium luteoalbum (L.) Tzvelev | У вологих, переважно прибережних піщаних місцях, іноді як бур'ян — розсіяно майже по всій території, крім гірських районів Карпат і Криму | [ 77 ]             | …                           |            |
| 474 | Pseudopodospermum hispanicum (L.) Zaika, Sukhor. & N.Kilian, syn. Scorzonera hispanica L. | На степових і кам'янистих схилах, у степах — у Степу | [ 64 ]             | …                           |            |
| 475 | Pseudopodospermum molle (M.Bieb.) Kuth., syn. Scorzonera mollis M.Bieb. | На степових схилах, степах — у Донецькім Лісостепу, Правобережному, зрідка в Лівобережному Степу, у Криму (крім поясу букових лісів і яйли), рідко | [ 194 ]            | …                           |            |
| 476 | Pseudopodospermum strictum (Hornem.) Zaika, Sukhor. & N.Kilian, syn. Scorzonera stricta Hornem., Scorzonera taurica M.Bieb. | На схилах та кам'янистих місцях — у Лісостепу (на південному сході), Степу (на північному сході), рідко | [ 195 ]            | …                           |            |
| 477 | Осотник їжакоголовий Ptilostemon echinocephalus (Willd.) Greuter | На сухих кам'янистих схилах, осипах — у передгірному та гірському Криму (переважно на ПБК) | [ 52 ]             | …                           |            |
| 478 | Блошниця протипроносна Pulicaria dysenterica (L.) Bernh., у т. ч. Pulicaria uliginosa Steven ex DC. | Серед чагарників, на вологих луках, на краю боліт, берегів річок — зрідка в пд.-зх. і пд. ч. Степу (Одеська обл., ок. Одеси, с. Шабо Білгород-Дністровського р-ну; ок. Миколаєва; ок. Херсона)                                                                                           | [ 34 ]             | …                           |            |
| 479 | Блошниця звичайна Pulicaria vulgaris Gaertn. | На вологих луках, берегах річок, біля водойм, канав і доріг, у піщаних вологих місцях — на всій території, звичайний; у Криму (на Керченському півострові та в передгір'ях), зрідка | [ 80 ]             | …                           |            |
| 480 | Rhagadiolus edulis Gaertn., syn. Rhagadiolus stellatus subsp. edulis | У чагарниках і на узліссях, на сухих схилах; у парках, садах і виноградниках як бур'ян — на ПБК (Ялта, Гурзуф, гора Аюдаг, Микита), звичайний | [ 196 ]            | …                           |            |
| 481 | Rhaponticoides ruthenica (Lam.) M.V.Agab. & Greuter, syn. Centaurea ruthenica Lam. | У степах, на крейдяних та вапнякових оголеннях — у Лісостепу та Степу на пд. та пд.-сх. ч. (частіше у Донецькій та Ворошиловградській областях) | [ 158 ]            | …                           |            |
| 482 | Rhaponticoides taliewii (Kleopow) M.V.Agab. & Greuter, syn. Centaurea taliewii Kleopow | У степах, на кам'янистих схилах та оголеннях — у Лівобережному Лісостепу та на півдні Степу (до степової частини Криму включно). У ЧКУ має статус «вразливий» | …                  | …                           |            |
| 483 | Rhaponticum repens (L.) Hidalgo, syn. Acroptilon repens (L.) DC. | На солончакових луках, степах і на полях — у пд. ч. Степу | [ 42 ]             | …                           |            |
| 484 | Rhaponticum altaicum (Fisch. ex Spreng.) Soskov, syn. Rhaponticum serratuloides (Georgi) Bobrov | На солончакових луках — у пд. ч. Степу | …                  | …                           |            |
| 485 | Гіркий корінь альпійський Saussurea alpina (L.) DC. | На скелях — у субальпійському й альпійському поясах Карпат (хр. Чорногора), дуже рідко. У ЧКУ має статус «рідкісний» | [ 138 ]            | …                           |            |
| 486 | Гіркий корінь різнобарвний Saussurea discolor (Willd.) DC. | На вапнякових скелях — у Карпатах (хр. Чорний Діл, гора Великий Камінь), дуже рідко. У ЧКУ має статус «зникаючий» | …                  | …                           |            |
| 487 | Гіркий корінь Порція Saussurea porcii Degen | На гірських болотах — у Карпатах, дуже рідко (Івано-Франківська обл., Косівський р-н, у верхів'ях р. Черемоша). У ЧКУ має статус «рідкісний» | …                  | …                           |            |
| 488 | Гіркий корінь солонцевий Saussurea salsa (Pall.) Spreng. | На солончаках та солонцюватих луках — на крайньому півдні, переважно у Полинному Степу (біля Сивашу); у Присивашші, дуже рідко | …                  | …                           |            |
| 489 | Гіркий корінь звичайний Saussurea amara (L.) DC. | На солончакових луках — у Лівобережному Лісостепу та Степу | [ 13 ]             | …                           |            |
| 490 | Колючник іспанський Scolymus hispanicus L. | У сміттєвих місцях, на щебенистих схилах морського узбережжя — на півдні Степу, у Криму (у передгір'ях та на ПБК), досить рідко | [ 35 ]             | …                           |            |
| 491 | Зміячка сиза Scorzonera cana (C.A.Mey.) Hoffm., syn. Podospermum canum C.A.Mey. | На сухих щебенистих і піщаних схилах — у Криму (переважає у східній частині) | [ 73 ]             | …                           |            |
| 492 | Зміячка пурпурова Scorzonera purpurea L., syn. Podospermum purpureum (L.) W.D.J.Koch & Ziz | На сухих луках і лісових галявинах у світлих лісах — У Розточчі-Опіллі (Львівська область, Золочівський район, село Гологори), на Поліссі, в Лісостепу і Степу (північна частина) | …                  | …                           |            |
| 493 | Зміячка рожева Scorzonera rosea Waldst. & Kit., syn. Podospermum roseum (Waldst. & Kit.) Gemeinholzer & Greuter | На альпійських і субальпійських луках, у світлих лісах і серед чагарників – у Карпатах, звичайний | …                  | …                           |            |
| 494 | Зміячка низька Scorzonera humilis L. | На лісових галявинах — у Лісостепу (в пд-зах. ч.), Закарпатті та Прикарпатті | [ 64 ]             | …                           |            |
| 495 | Зміячка дрібноцвіта Scorzonera parviflora Jacq. | На солончаках і засолених луках — У Лісостепу, Степу, Степовому Криму і на ПБК | [ 194 ]            | …                           |            |
| 496 | Зміячка кінчаста Scorzonera laciniata L., syn. Podospermum laciniatum (L.) DC. | На сухим і кам'янистих схилах, у засмічених місцях — переважно на півдні Степу і Лісостепу, а також у Криму (у верхньому лісовому поясі і на яйлі) | [ 195 ]            | …                           |            |
| 497 | Scorzoneroides autumnalis (L.) Moench, syn. Leontodon autumnalis L., у т. ч. Leontodon gutzulorum V.N.Vassil., Leontodon keretinus F.Nyl., Scorzoneroides keretina (F.Nyl.) Greuter | У луках, схилах, галявинах — на всій території звичайний окрім Криму, де відсутній | [ 151 ]            | …                           |            |
| 498 | Scorzoneroides crocea (Haenke) Holub, syn. Leontodon croceus Haenke | На високогірних луках і на кам'янистих осипах у субальпійському поясі — у Карпатах | …                  | …                           |            |
| 499 | Scorzoneroides pseudotaraxaci (Schur) Holub, syn. Leontodon pseudotaraxaci Schur | На високогірних луках і скелях — у альпійському поясі Карпат (Закарпатська обл., Рахівський р-н, гори Близниця та Драгобрат), рідко | …                  | …                           |            |
| 500 | Жовтозілля високе Senecio doria L., syn. Senecio macrophyllus M.Bieb., Senecio schvetzovii Korsh. | На сухих, рідше вологих або солончакових луках, на крейдяних оголеннях — у Лісостепу та Степу | [ 132 ]            | …                           |            |
| 501 | Senecio glaucus L. | ? | [ 197 ]            | …                           |            |
| 502 | Senecio hercynicus Herborg | ? | [ 198 ]            | …                           |            |
| 503 | Senecio nemorensis L. | ? | [ 199 ]            | …                           |            |
| 504 | Senecio ovatus (G.Gaertn., B.Mey. & Scherb.) Willd., у т. ч. Senecio fuchsii C.C.Gmel. | У гірських лісах, на лісових галявинах і узліссях — у Карпатах, нерідко | [ 67 ]             | …                           |            |
| 505 | Senecio sarracenicus L., у т. ч. Senecio fluviatilis Wallr. | На луках, берегах річок і струмків, у болотистих чагарниках — Закарпатська обл. (Рахівський р-н, смт Ясіня; Ужгородський р-н, с. Цегловка), в Лісостепу і Степу | [ 132 ]            | …                           |            |
| 506 | Жовтозілля затінкове Senecio umbrosus Waldst. & Kit. | У лісах, на лісових луках, на берегах річок — у 3. Лісостепу, Розточчя-Опілля | …                  | …                           |            |
| 507 | Жовтозілля лісове Senecio sylvaticus L. | У піщаних місцях, на узліссях і галявинах, рідше на полях як бур'ян — У Закарпатті (Великоберезнянський р-н, с. Малий Березний; Берегівський р-н, с. Добросілля), Розточчя-Опольських лісах; у західному Поліссі, нечасто; в Правобережному Лісостепу, рідко                             | [ 131 ]            | …                           |            |
| 508 | Жовтозілля липке Senecio viscosus L. | У піщаних місцях; занесена рослина — в Закарпатській обл. (Ужгород, Чоп, Виноградів), на Правобережному Поліссі (Київська обл., Києво-Святошинський р-н, м Ірпінь; Бориспільський р-н, с. Бортничі, біля залізниці)                                                                      | …                  | …                           |            |
| 509 | Жовтозілля весняне Senecio vernalis Waldst. & Kit. | У посівах, на дорогах, перелогах — на всій території звичайний; у Карпатах відсутній, але зростає в Закарпатті | …                  | …                           |            |
| 510 | Жовтозілля звичайне Senecio vulgaris L. | На полях, городах і біля доріг — на всій території | [ 200 ]            | …                           |            |
| 511 | Серпій увінчаний Serratula coronata L., у т. ч. Serratula wolffii Andrae | На суходольних луках, трав'янистих схилах, лісових галявинах і галявинах, серед чагарників — у пд. ч. Полісся, у Лісостепу (крім зх. ч.) та пн. ч. Степу | [ 132 ]            | …                           |            |
| 512 | Серпій фарбувальний Serratula tinctoria L. | На сухих луках, лісовими галявинами, галявинами, серед чагарників — у б. ч. території, крім Криму та півдня Степу | …                  | …                           |            |
| 513 | Розторопша плямиста Silybum marianum (L.) Gaertn. | У садах і на городах, як здичавіло на бур'янах — майже на всій території | [ 65 ]             | …                           |            |
| 514 | Золотушник звичайний Solidago virgaurea L., у т. ч. Solidago alpestris Waldst. & Kit. ex Willd., Solidago jailarum Juz., Solidago taurica Juz. | На луках, галявинах, у лісах — майже на всій території, розсіяно | [ 26 ]             | …                           |            |
| 515 | Жовтий осот польовий Sonchus arvensis L. | На полях, покладах, по чагарниках, іноді на луках на всій території України | [ 51 ]             | …                           |            |
| 516 | Жовтий осот шорсткий Sonchus asper (L.) Hill | На городах, рідше на галявинах, найчастіше серед просапних культур — майже на всій території (широко поширений у Криму) | …                  | …                           |            |
| 517 | Жовтий осот городній Sonchus oleraceus L. | На городах, рідше на полях (по низьких місцях), по місцях для сміття — майже на всій території | …                  | …                           |            |
| 518 | Жовтий осот болотяний Sonchus palustris L. | На болотах та заболочених місцях – майже по всій території; у Криму (гора Чатир-даг), дуже рідко | [ 145 ]            | …                           |            |
| 519 | Takhtajaniantha austriaca (Willd.) Zaika, Sukhor. & N.Kilian, syn. Scorzonera austriaca Willd. | На степових схилах, кам'янисто-щебенистих схилах гір — у Степу (Приазов'я). У ЧКУ має статус «зникаючий» | [ 73 ]             | …                           |            |
| 520 | Takhtajaniantha crispa (M.Bieb.) Zaika, Sukhor. & N.Kilian, syn. Scorzonera crispa M.Bieb. | На кам'янистих, вапнякових схилах, скелях, особливо часто на яйлі — у гірському Криму | …                  | …                           |            |
| 521 | Пижмо деревієлисте Tanacetum achilleifolium (M.Bieb.) Sch.Bip. | У солонцюватих степах, на степових схилах — у Присивашші, досить рідко | [ 15 ]             | …                           |            |
| 522 | Пижмо тисячолисте Tanacetum millefolium (L.) Tzvelev | У степах, на степових схилах, кам'янистих, вапнякових та крейдяних оголеннях — у Лісостепу та Степу, досить звичайно (крім крайніх західних районів) | …                  | …                           |            |
| 523 | Пижмо одеське Tanacetum odessanum (Klokov) Tzvelev | На степових схилах, кам'янистих і вапнякових відслоненнях — у Степу, переважно на Правобережжі, рідше у зх. ч. Лівобережжя (Запорізька обл., Якимівський та Приазовський р-ни) | …                  | …                           |            |
| 524 | Пижмо Пачоського Tanacetum paczoskii (Zefir.) Tzvelev | На степових кам'янистих схилах — у західній частині Степового Криму і передгір'їв, але переважно на Тарханкутському півострові; всюди досить рідко. Ендемік Криму | …                  | …                           |            |
| 525 | Пижмо звичайне Tanacetum vulgare L. | На сухих луках, на берегах річок, на лісових узліссях, серед чагарників, біля доріг, іноді як бур'ян — на всій території, б.-м. зазвичай; у Криму, зрідка | …                  | …                           |            |
| 526 | Пижмо щиткове Tanacetum corymbosum (L.) Sch.Bip. | На всій території — у лісах, серед чагарників, на галявинах і сухих луках, у горах до субальпійського пояса | [ 201 ]            | …                           |            |
| 527 | Пижмо марунолисте Tanacetum partheniifolium (Willd.) Sch.Bip. | У лісах, серед чагарників, на лісових узліссях — у гірському Криму, досить часто, особливо у букових лісах | [ 153 ]            | …                           |            |
| 528 | Пижмо маруна Tanacetum parthenium (L.) Sch.Bip. | У садах, парках, на квітниках часто дичавіє — на півдні Полісся, Лісостепу, в Криму | [ 153 ]            | …                           |            |
| 529 | Кульбаба бессарабська Taraxacum bessarabicum (Hornem.) Hand.-Mazz. | На засолених луках, солонцях, на краю боліт — у Лісостепу, Степу та Степовому Криму, б.-м. зазвичай; у Лівобережному Поліссі, рідко | [ 50 ]             | …                           |            |
| 530 | Кульбаба червоноплода Taraxacum erythrospermum Andrz. ex Besser, syn. Taraxacum scanicum Dahlst., Taraxacum tauricum Kotov | На схилах, луках, в степах — у Лісостепу і Степу, рідше в Карпатах і Криму | …                  | …                           |            |
| 531 | Кульбаба осіння Taraxacum hybernum Steven, syn. Taraxacum pobedimoviae Schischk. | На пагорбах, сухих кам'янистих схилах у пд. Криму (від Балаклави до Судака) на висоті до 500 м н. р. м.; на о. Зміїним у Чорному морі | …                  | …                           |            |
| 532 | Taraxacum proximum (Dahlst.) Dahlst., syn. Taraxacum pineticola Klokov | На борових пісках — у Лівобережному Лісостепу (Харківська обл., Харківський р-н, ок. м. Мерефи; ок. м. Готвальда) | …                  | …                           |            |
| 533 | Кульбаба пізня Taraxacum serotinum (Waldst. & Kit.) Poir. | На горбах, схилах і степах, особливо на глині, іноді як бур'ян — у Лісостепу, Степу та Криму | …                  | …                           |            |
| 534 | Кульбаба приджерельна Taraxacum fontanum Hand.-Mazz. | У заболочених місцях, на галявинах, у субальпійському та альпійському поясах — у Карпатах (хр. Чорногора, хр. Свидовець, гора Близниця) | [ 51 ]             | …                           |            |
| 535 | Кульбаба Клокова Taraxacum klokovii Litv. | На солонцюватих карбонатних луках — у Лісостепу (Черкаська обл., Звенигородський р-н, Козацьке, Ставище) та Лівобережному Степу (м. Готвальд Харківської обл.) | …                  | …                           |            |
| 536 | Кульбаба чорнувата Taraxacum nigricans (Kit.) Rchb. | На гірських луках і скелях — у Карпатах (гори Петрос, Близниця, Апшинецька галявина) | …                  | …                           |            |
| 537 | Кульбаба всеальпійська Taraxacum panalpinum Soest (Taraxacum alpinum Hegetschw. & Heer недійсно) | На лісових галявинах та схилах, в альпійському та субальпійському поясах – у Карпатах (гори Петрос, Говерла, Близниця, Драгобрат, Герешаска, Чивчин, полонина Яровиця) | …                  | …                           |            |
| 538 | Taraxacum alatum H.Lindb. | ? | [ 202 ]            | …                           |            |
| 539 | Taraxacum ancoriferum Hudziok | ? | [ 203 ]            | …                           |            |
| 540 | Кульбаба бахчисарайська Taraxacum bachczisaraicum Tzvelev | ? | [ 204 ]            | …                           |            |
| 541 | Taraxacum persicum Soest, syn. Taraxacum beckeri Soest | ? | [ 205 ]            | …                           |            |
| 542 | Taraxacum brachyglossum (Dahlst.) Raunk. | ? | [ 206 ]            | …                           |            |
| 543 | Taraxacum carinthiacum Soest | ? | [ 207 ]            | …                           |            |
| 544 | Taraxacum cognatum Kirschner & Štěpánek | ? | [ 207 ]            | …                           |            |
| 545 | Taraxacum crebridens H.Lindb. | ? | [ 208 ]            | …                           |            |
| 546 | Taraxacum decipiens Raunk. | ? | [ 209 ]            | …                           |            |
| 547 | Taraxacum dissimile Dahlst. | ? | [ 210 ]            | …                           |            |
| 548 | Taraxacum distantilobum H.Lindb. | ? | [ 211 ]            | …                           |            |
| 549 | Taraxacum euoplocarpum Markl. ex H.Lindb. | ? | [ 212 ]            | …                           |            |
| 550 | Taraxacum explicatum G.E.Haglund | ? | [ 213 ]            | …                           |            |
| 551 | Taraxacum falcatum Brenner | ? | [ 214 ]            | …                           |            |
| 552 | Taraxacum fluviatile Kirschner & Štěpánek | ? | [ 215 ]            | …                           |            |
| 553 | Taraxacum fulvum Raunk. | ? | [ 216 ]            | …                           |            |
| 554 | Taraxacum gibbiferum Brenner | ? | [ 217 ]            | …                           |            |
| 555 | Taraxacum haematicum G.E.Haglund ex H.Øllg. & Wittzell | ? | [ 218 ]            | …                           |            |
| 556 | Taraxacum hellenicum Dahlst. | ? | [ 219 ]            | …                           |            |
| 557 | Taraxacum hyberniforme Soest | ? | [ 220 ]            | …                           |            |
| 558 | Taraxacum hypanicum Tzvelev | ? | [ 221 ]            | …                           |            |
| 559 | Taraxacum kjellmanii Dahlst. | ? | [ 222 ]            | …                           |            |
| 560 | Taraxacum laceratum (Brenner) Brenner | ? | [ 223 ]            | …                           |            |
| 561 | Taraxacum lawalreei Soest | ? | [ 224 ]            | …                           |            |
| 562 | Taraxacum maculatum Jord. | ? | [ 225 ]            | …                           |            |
| 563 | Taraxacum marginatum Dahlst. | ? | [ 226 ]            | …                           |            |
| 564 | Taraxacum marklundii Palmgr. | ? | [ 227 ]            | …                           |            |
| 565 | Taraxacum microcranum Markl. | ? | [ 228 ]            | …                           |            |
| 566 | Taraxacum microlobum Markl. | ? | [ 229 ]            | …                           |            |
| 567 | Taraxacum mucronatum H.Lindb. | ? | [ 230 ]            | …                           |            |
| 568 | Taraxacum neosivaschicum Tzvelev | ? | [ 231 ]            | …                           |            |
| 569 | Taraxacum ostenfeldii Raunk. | ? | [ 232 ]            | …                           |            |
| 570 | Taraxacum pannonicum Sonck & Soest | ? | [ 233 ]            | …                           |            |
| 571 | Taraxacum parnassicum Dahlst. | ? | [ 234 ]            | …                           |            |
| 572 | Taraxacum pectinatiforme H.Lindb. | ? | [ 235 ]            | …                           |            |
| 573 | Taraxacum penicilliforme H.Lindb. | ? | [ 236 ]            | …                           |            |
| 574 | Taraxacum peralatum Soest | ? | [ 237 ]            | …                           |            |
| 575 | Кульбаба багаторічна Taraxacum perenne Kirschner & Štěpánek | ? | [ 238 ]            | …                           |            |
| 576 | Taraxacum planum Raunk. | ? | [ 239 ]            | …                           |            |
| 577 | Taraxacum pohlii Soest | ? | [ 240 ]            | …                           |            |
| 578 | Кульбаба польська Taraxacum polonicum Małecka & Soest | ? | [ 241 ]            | …                           |            |
| 579 | Кульбаба несправжньомурбецька Taraxacum pseudomurbeckianum Tzvelev | ? | [ 242 ]            | …                           |            |
| 580 | Кульбаба солончакова Taraxacum salsum Kirschner & Štěpánek | ? | [ 243 ]            | …                           |            |
| 581 | Taraxacum scaturiginosum G.E.Haglund | ? | [ 244 ]            | …                           |            |
| 582 | Taraxacum stenoglossum Brenner | ? | [ 245 ]            | …                           |            |
| 583 | Taraxacum sublaciniosum Dahlst. & H.Lindb. | ? | [ 246 ]            | …                           |            |
| 584 | Taraxacum tenebricans (Dahlst.) H.Lindb. | ? | [ 247 ]            | …                           |            |
| 585 | Taraxacum tenellisquameum Markl. | ? | [ 248 ]            | …                           |            |
| 586 | Taraxacum tenuilobum (Dahlst.) Dahlst. | ? | [ 249 ]            | …                           |            |
| 587 | Taraxacum thracicum Soest | ? | [ 250 ]            | …                           |            |
| 588 | Taraxacum tortilobum Florstr. | ? | [ 251 ]            | …                           |            |
| 589 | Taraxacum ungulatum (Brenner) Brenner | ? | [ 252 ]            | …                           |            |
| 590 | Taraxacum vindobonense Soest | ? | [ 253 ]            | …                           |            |
| 591 | Taraxacum ziwaschum R.Doll | ? | [ 254 ]            | …                           |            |
| 592 | Старівник гарний Telekia speciosa (Schreb.) Baumg. | На узліссях лісів, берегах річок, на схилах — у Прикарпатті, 3. Лісостепу | [ 34 ]             | …                           |            |
| 593 | Tephroseris crispa (Jacq.) Rchb., syn. Senecio rivularis (Waldst. & Kit.) DC. | На вологих субальпійських луках, в чагарниках і на кам'янистих схилах — у Карпатах, рідко | [ 156 ]            | …                           |            |
| 594 | Tephroseris integrifolia (L.) Holub, syn. Senecio integrifolius (L.) Clairv., у т. ч. Senecio aurantiacus (Hoppe) Less., Senecio capitatus (Wahlenb.) Steud., Senecio czernjaewii Minderova, Senecio jailicola Juz. | На лісових галявинах і узліссях, по схилах балок, на сухих луках, по чагарниках, на лугових та лугово-степових схилах яйли — у Розточчі-Опіллі, Поліссі, Лісостепу (пн. ч.), у гірському Криму                                                                                           | …                  | …                           |            |
| 595 | Tephroseris palustris (L.) Schrenk ex Rchb., syn. Senecio congestus (R.Br.) DC. | На заболочених і вологих луках, торфовищах — на Поліссі та в Лісостепу, звичайно; в Степу, рідко | [ 156 ]            | …                           |            |
| 596 | Попелівка чубата Tephroseris papposa (Rchb.) Schur, syn. Senecio papposus (Rchb.) Less. | На гірських луках — у Карпатах, спорадично | …                  | …                           |            |
| 597 | Tragopogon bjelorussicus Artemczuk | ? | [ 255 ]            | …                           |            |
| 598 | Tragopogon floccosus Waldst. & Kit. | ? | [ 256 ]            | …                           |            |
| 599 | Tragopogon pusillus M.Bieb. | ? | [ 257 ]            | …                           |            |
| 600 | Tragopogon undulatus Jacq. | ? | [ 258 ]            | …                           |            |
| 601 | Козельці дніпровські Tragopogon borysthenicus Artemczuk | На річкових, рідше на приморських пісках — за нижньою течією Пд. Буга та Дніпра, ізольовано в гирлі Дунаю (Одеська обл., Кілійський р-н, м. Вилкове) | [ 194 ]            | …                           |            |
| 602 | Козельці шорстконосикові Tragopogon dasyrhynchus Artemczuk | У степах, на степових схилах, сухих луках, чагарниках — у Донецькому Лісостепу та лівобережних степових районах, нерідко; у Криму, зрідка | …                  | …                           |            |
| 603 | Козельці донські Tragopogon tanaiticus Artemczuk, syn. Tragopogon donetzicus Artemczuk | На пісках, річкових або суходолових, палеогенових, за середньою течією р. Сів. Дінця та Оскола — у Степу (у Харківській та Луганській областях). У ЧКУ має статус «неоцінений» | …                  | …                           |            |
| 604 | Козельці високі Tragopogon elatior Steven | На трав'янистих схилах, по чагарниках, у нижньому поясі гір – у зх. ч. ПБК (Севастополь, долина Ласпі), рідко | …                  | …                           |            |
| 605 | Козельці східні Tragopogon orientalis L. | На луках, схилах, узліссях — у Карпатах, Розточчі-Опіллі, Поліссі та Лісостепу | …                  | …                           |            |
| 606 | Козельці подільські Tragopogon podolicus (DC.) Nikitina | На лісових галявинах і полянах — у Лісостепу і Степу, переважно на Правобережжі | …                  | …                           |            |
| 607 | Козельці лучні Tragopogon pratensis L. | На лугах — в Карпатах | …                  | …                           |            |
| 608 | Козельці українські Tragopogon ucrainicus Artemczuk | На річкових пісках — на Поліссі, в Лісостепу і пн. ч. Степу, звичайно | …                  | …                           |            |
| 609 | Козельці звичайні Tragopogon dubius Scop., у т. ч. Tragopogon major Jacq., Tragopogon tesquicola Klokov | У степах, на сухих луках, лісових галявинах, у чагарниках; іноді як бур'ян у посівах, садах, виноградниках — на всій території, звичайний | [ 151 ]            | …                           |            |
| 610 | Триреберник непахучий Tripleurospermum inodorum (L.) Sch.Bip., syn. Matricaria inodora L. | Бур'ян на полях, посівах, городах, біля доріг, на луках, на берегах річок — на всій території; у Криму досить рідко | [ 152 ]            | …                           |            |
| 611 | Tripleurospermum parviflorum (Willd.) Pobed. | ? | [ 259 ]            | …                           |            |
| 612 | Солончакова айстра звичайна Tripolium pannonicum (Jacq.) Dobrocz., syn. Tripolium vulgare Nees | На приморських берегах — на півдні Степу, у передгір'ях Криму (ок. Севастополя) та на ПБК (Феодосійський г/с, с. Морське) | [ 68 ]             | …                           |            |
| 613 | Підбіл звичайний Tussilago farfara L. | На глинистих схилах, днищами ярів, берегами річок — на всій території | [ 25 ]             | …                           |            |
| 614 | Нетреба звичайна Xanthium strumarium L., syn. Xanthium brasilicum Vell., Xanthium sibiricum Patrin ex Widder | У бур'янах, уздовж доріг, каналів, на залізничних насипах, на берегах водойм, у посівах просапних культур, на городах, у садах, на вигонах — на всій території, б.-м. звичайно | [ 260 ]            | …                           |            |
| 615 | Безсмертки однорічні Xeranthemum annuum L. | У степах, на степових схилах, пагорбах, біля доріг — на півдні Лісостепу, зрідка; у Степу та Криму, звичайно | [ 67 ]             | …                           |            |
| 616 | Безсмертки циліндричні Xeranthemum cylindraceum Sm. | На сухих схилах — у гірському Криму, переважно на ПБК | …                  | …                           |            |
| 617 | Бобівник трилистий Menyanthes trifoliata L. | На сфагнових болотах, заболочених луках — майже на всій території, в Степу, зрідка | [ 261 ]            | Бобівникові (Menyanthaceae) |            |
| 618 | Плавун щитолистий Nymphoides peltata (S.G.Gmel.) Kuntze | По стоячих або повільно поточних водах річкових стариць — на півдні Лісостепу, в Степу (низов'я Дунаю, Пд. Буга, Дністра), на Поліссі (річки Уборть, Горинь, Десна). У ЧКУ має статус «вразливий»                                                                                        | [ 262 ]            | …                           |            |